# Biserica evanghelică din Tătârlaua
Biserica evanghelică din Tătârlaua este un monument istoric aflat pe teritoriul satului Tătârlaua; comuna Cetatea de Baltă.

## Localitatea
Tătârlaua (în maghiară Felsőtatárlaka, colocvial Tatárlaka, în dialectul săsesc Taterlôch, în germană Taterloch, alternativ Tatarloch, Tatarlau ) este un sat în comuna Cetatea de Baltă din județul Alba, Transilvania, România.

## Biserica
Biserica evanghelică de la Tătârlaua este o biserică-sală, construită în stil gotic, pe la sfârșitul secolului al XV-lea. Materialele de construcție folosite au fost cărămida, în amestec cu piatră de râu, argilă, lemn. Nava bisericii are un plan aproximativ pătrat, cu un cor poligonal acoperit de o boltă sprijinită pe nervuri. În stânga corului se găsește un tabernacol gotic de mici dimensiuni, iar în partea dreaptă o firidă, cu un arc în acoladă, datând, probabil, din secolul XV. Pe partea exterioară a corului se mai păstrează urme vagi de frescă, asemănătoare cu cele de la Dârlos care îl înfățișează pe Sfântul Cristofor.
În trecut biserica de la Tătârlaua era înconjurată de o curtină de ziduri de apărare ale cărei urme nu se mai văd in situ.

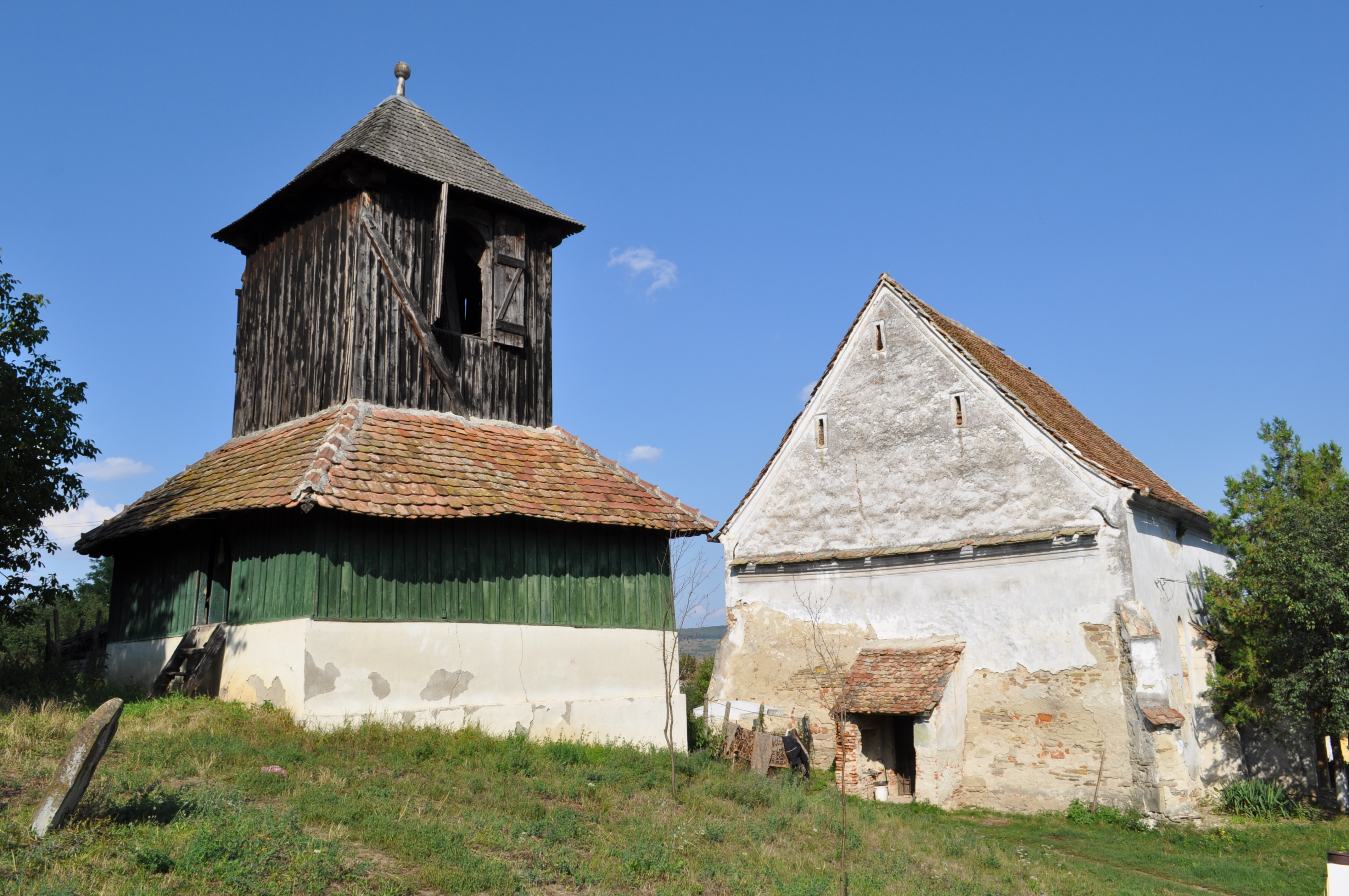
Ansamblul bisericii evanghelice din Tătârlaua, foto: septembrie 2013.
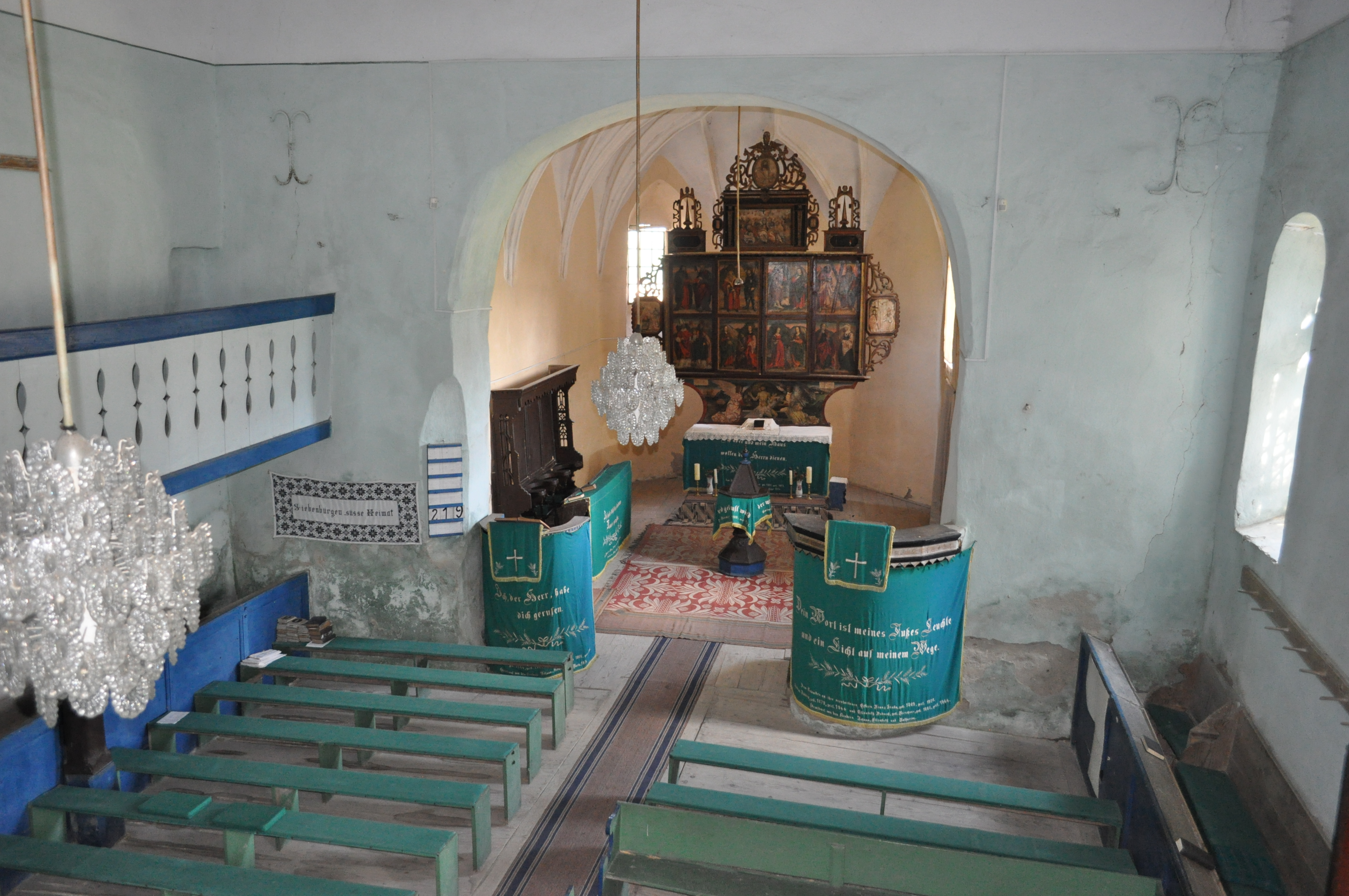
Biserica-sală (interior)
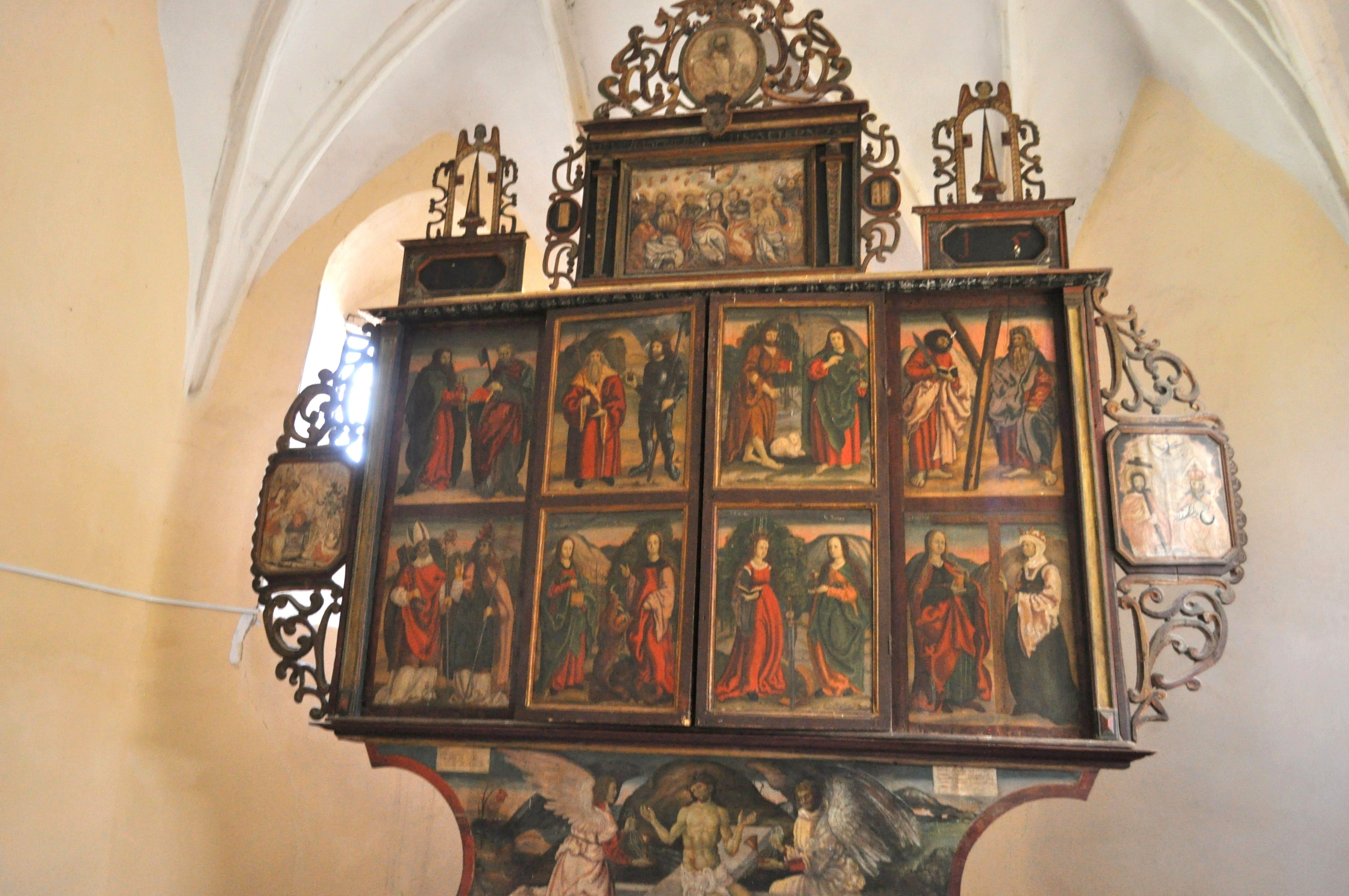
Altarul poliptic
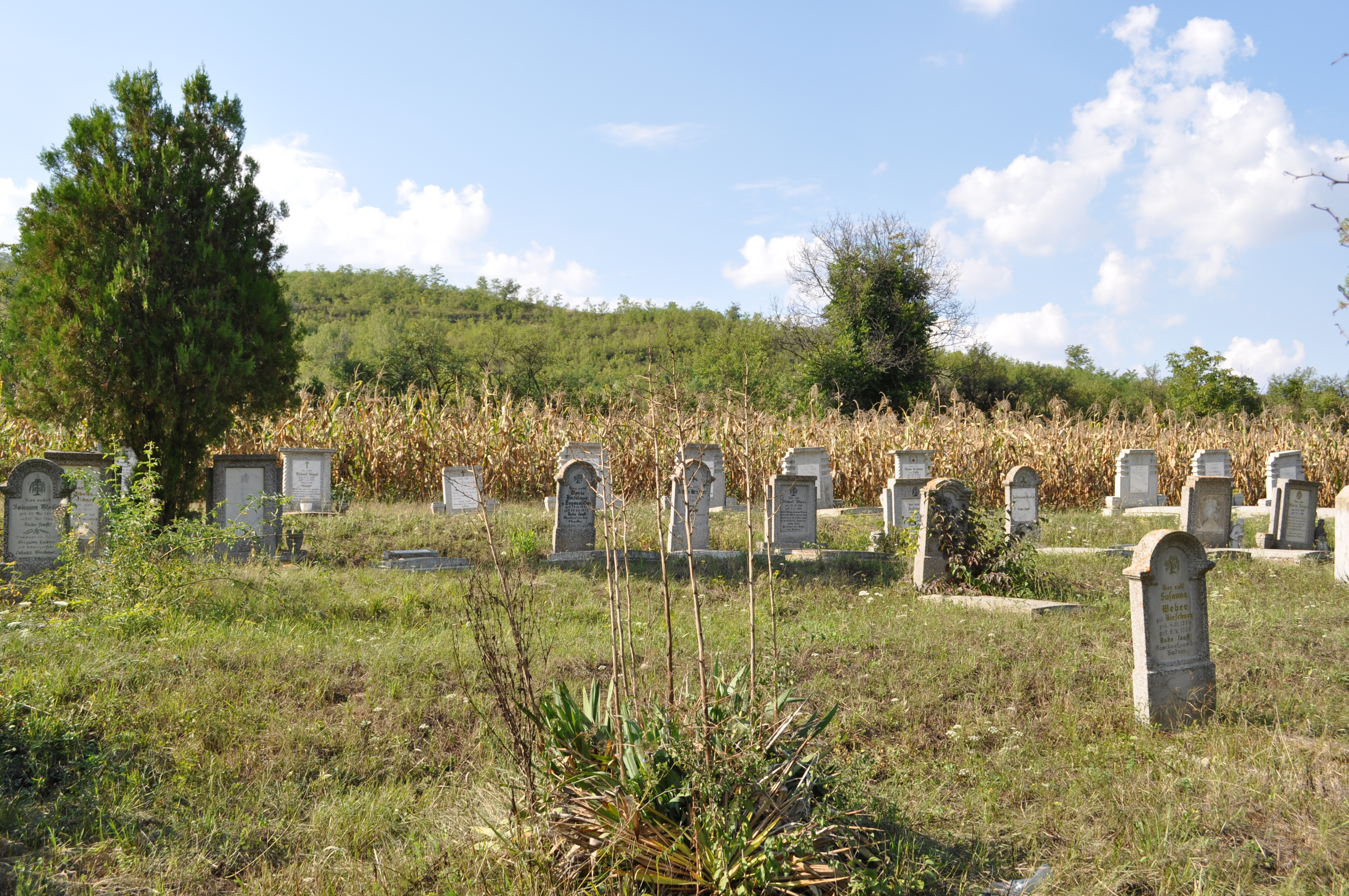
Împrejurimile şi cimitirul evanghelic

## Altarul poliptic
Păstrează un valoros altar poliptic, opera pictorului Vincentius din Sibiu și a lemnarului Simon (1508). Cuprinde 12 compoziții la care se adaugă predela cu scene biblice și figuri de sfinți. Lucrare reprezentativă pentru trecerea de la gotic la renaștere.

## Imagini din exterior

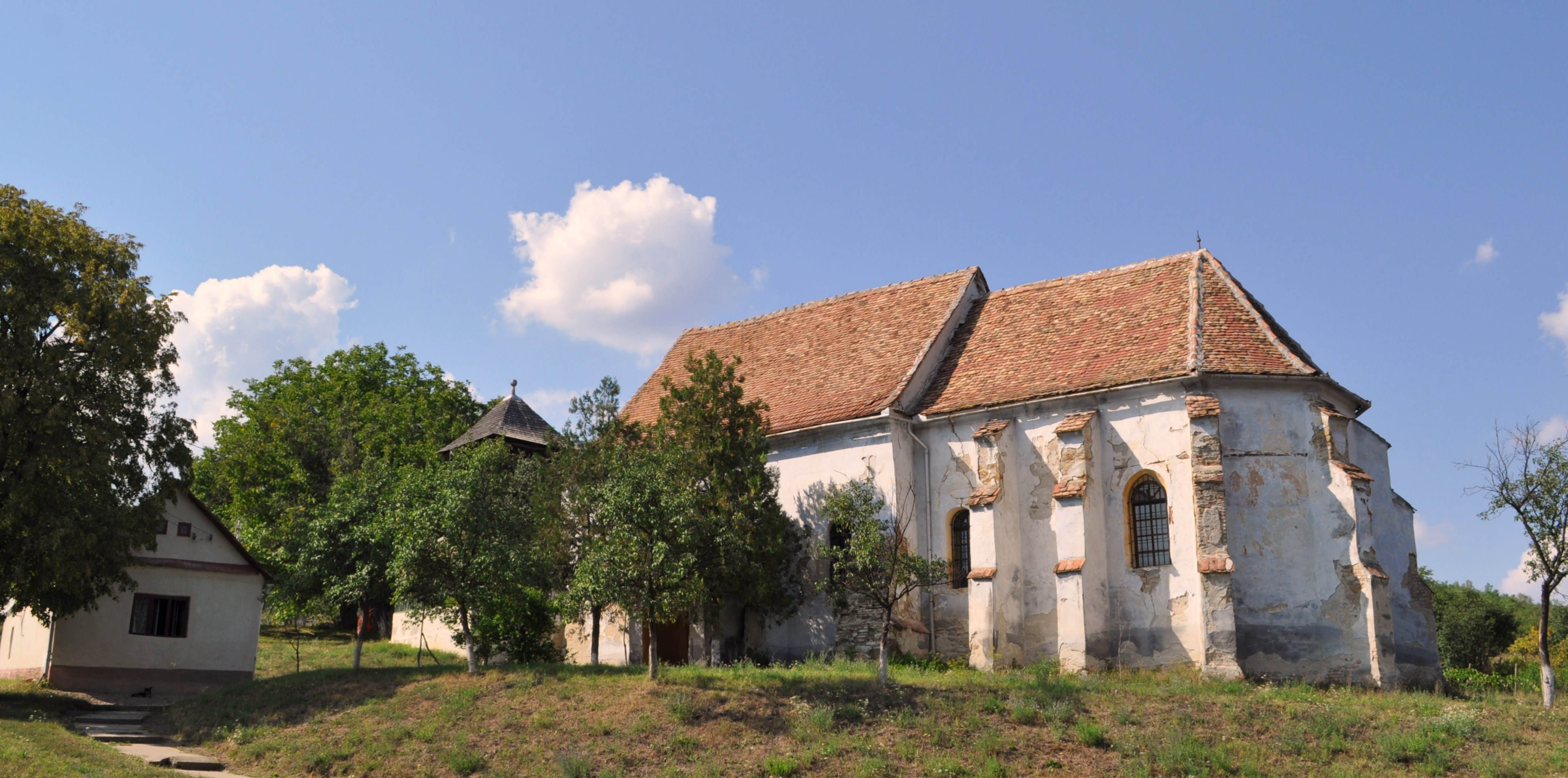
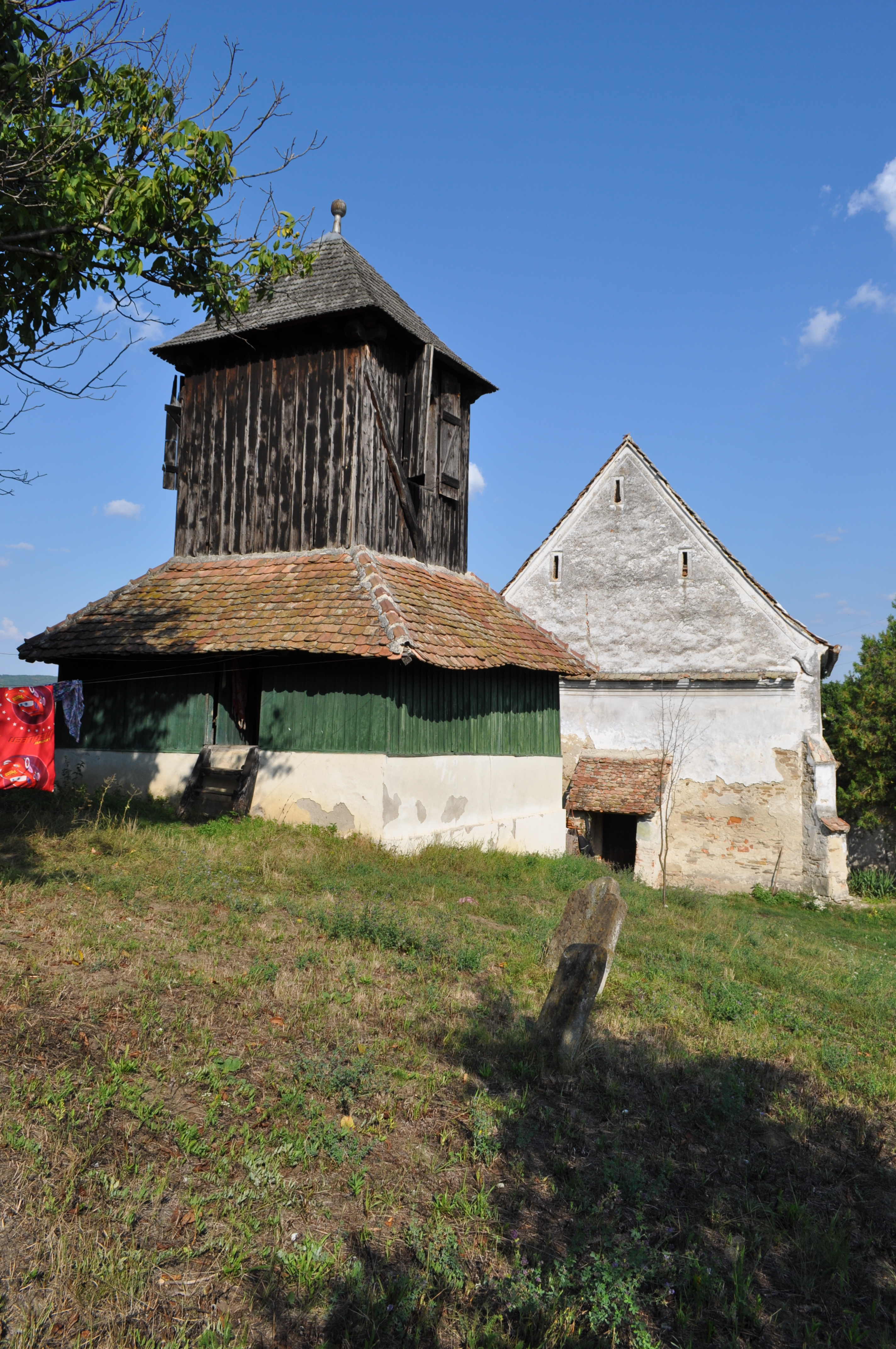
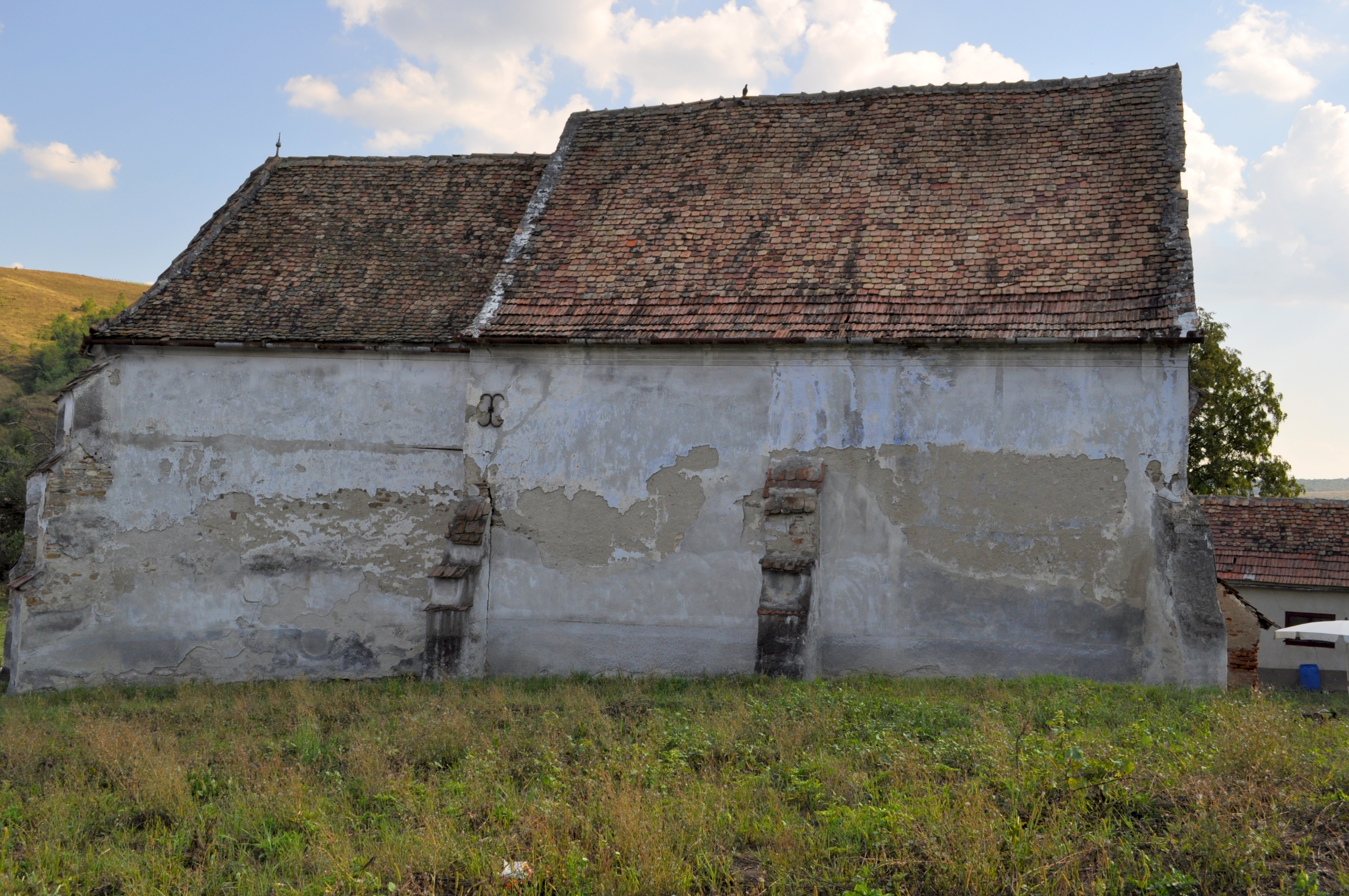
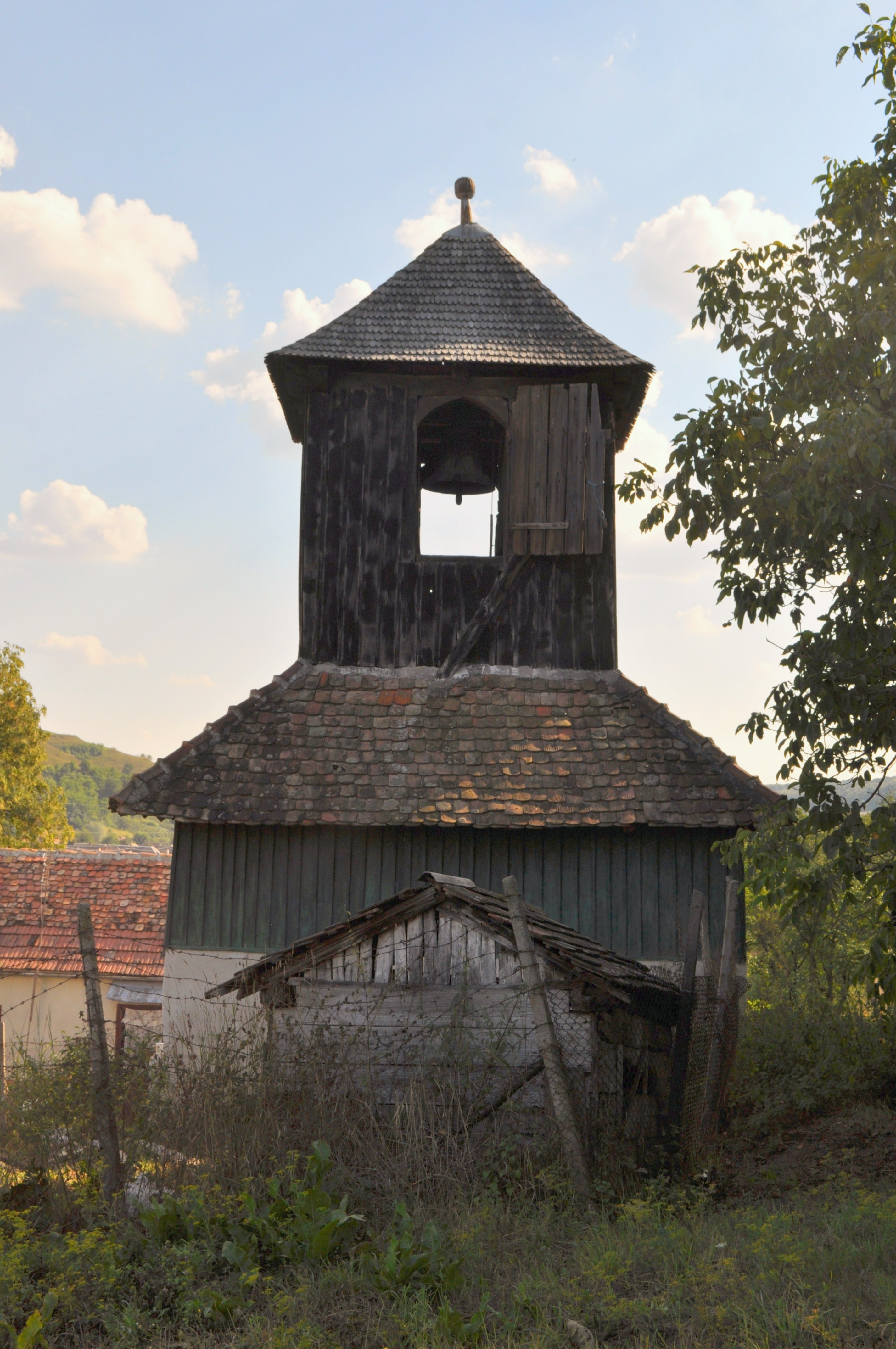
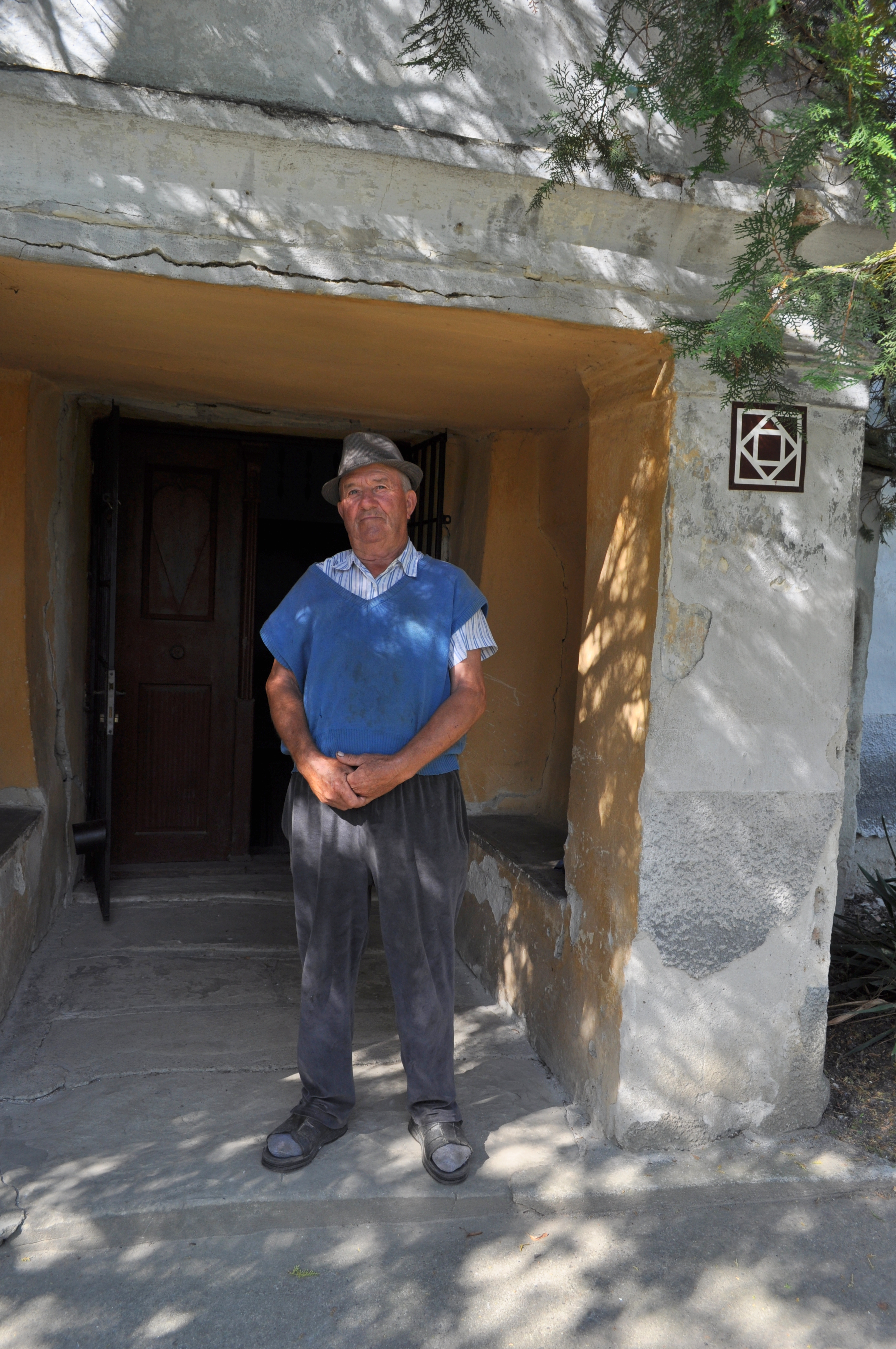
Curatorul bisericii evanghelice din Tătârlaua
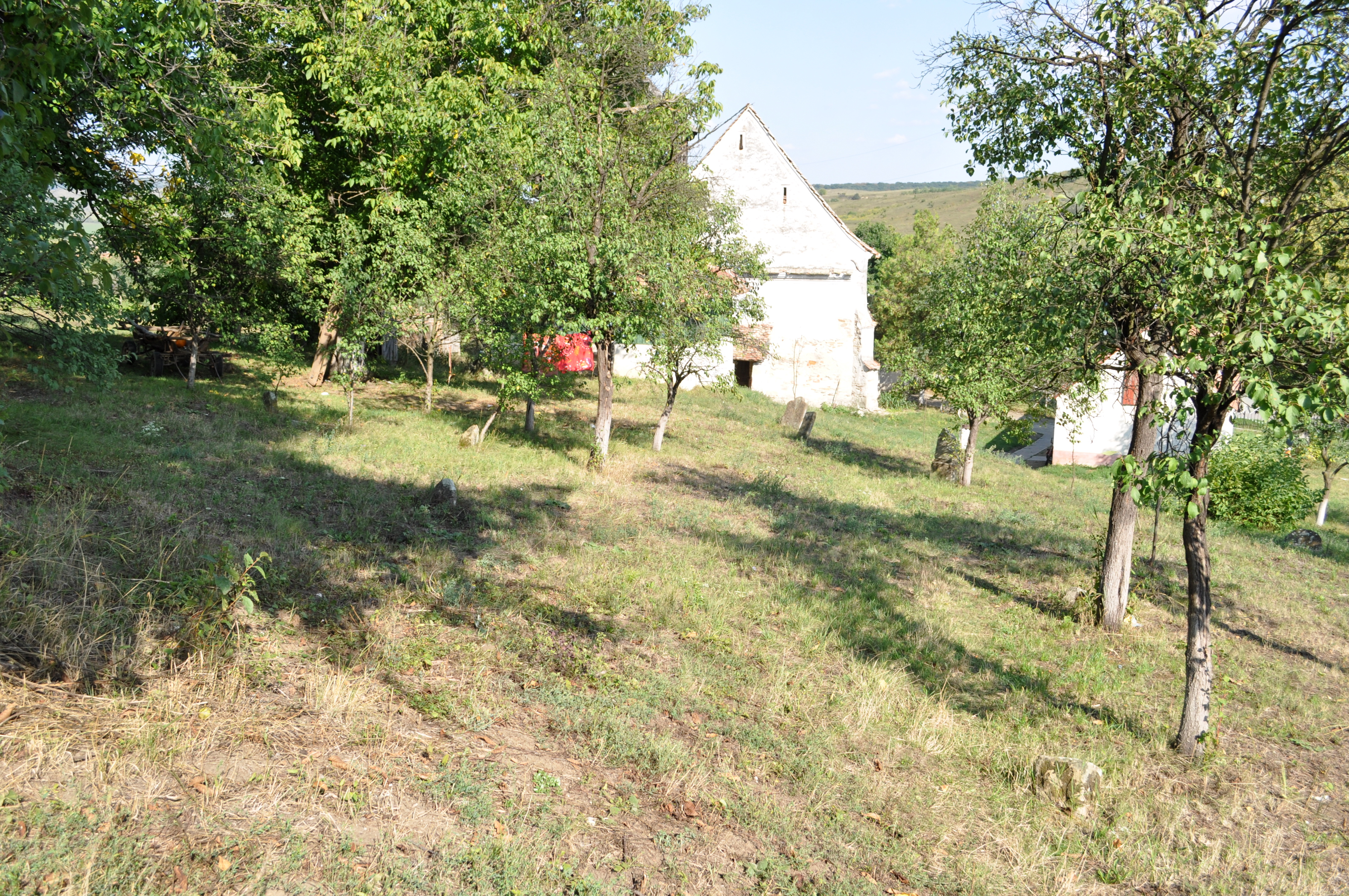
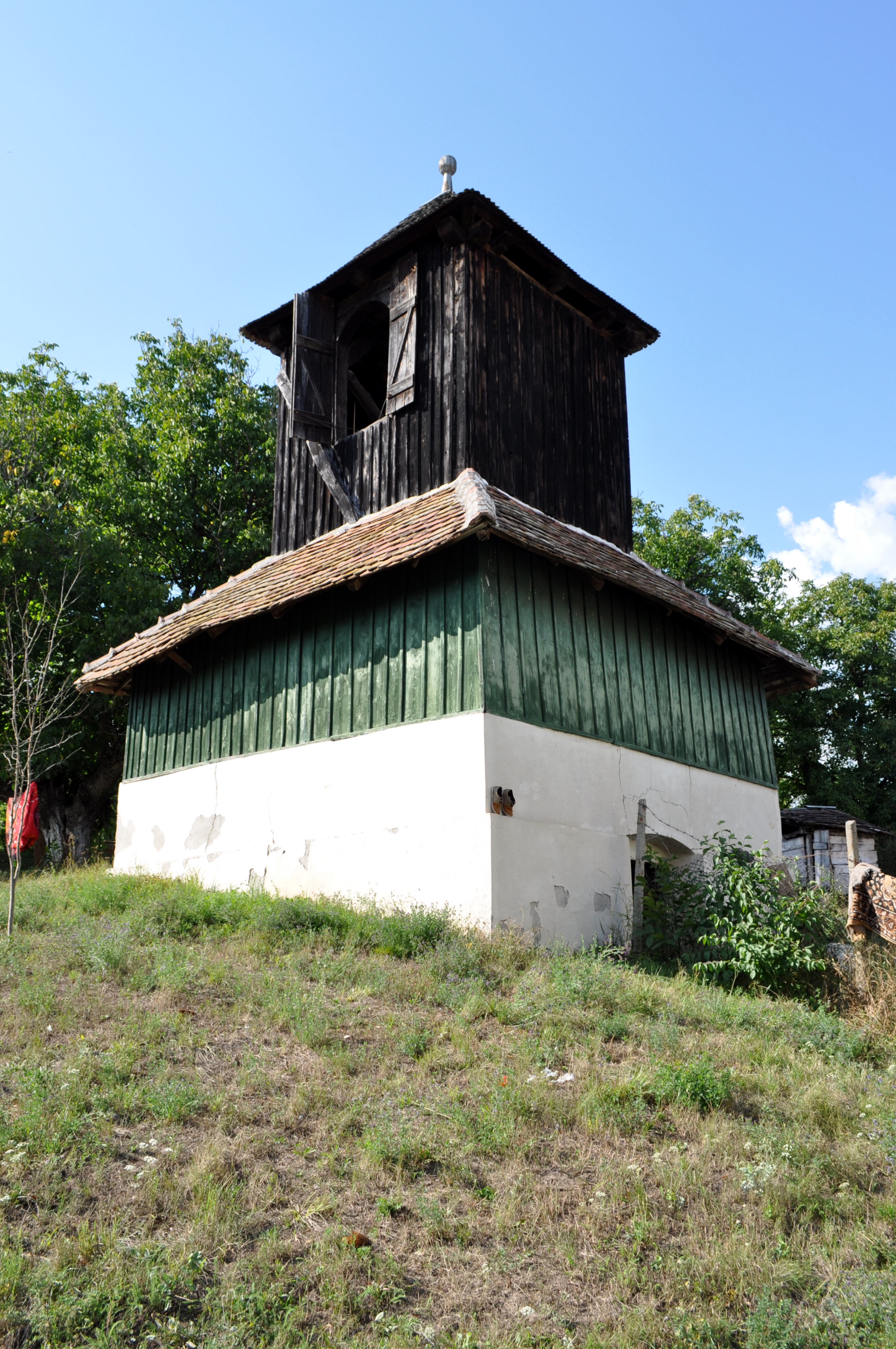
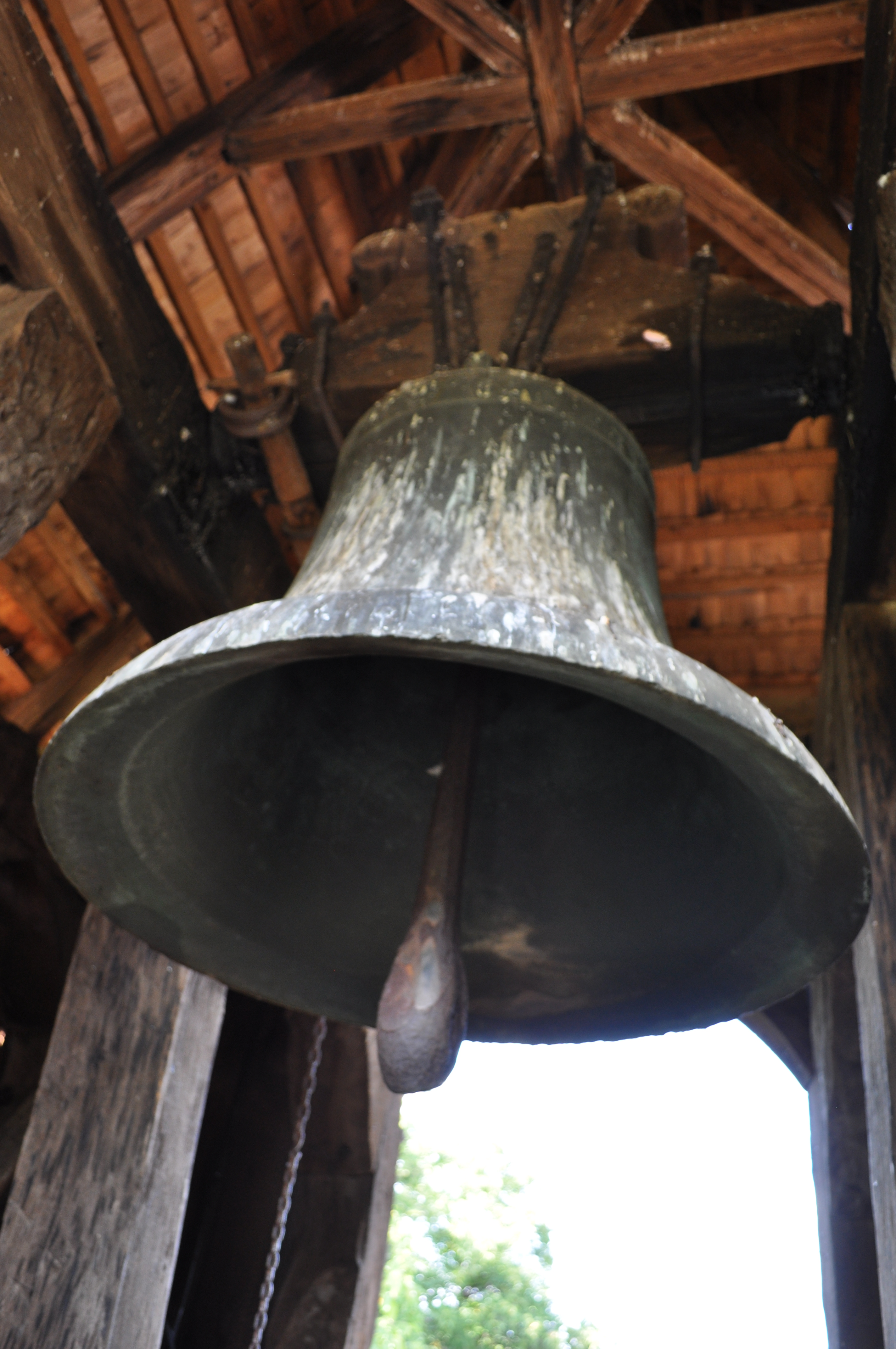
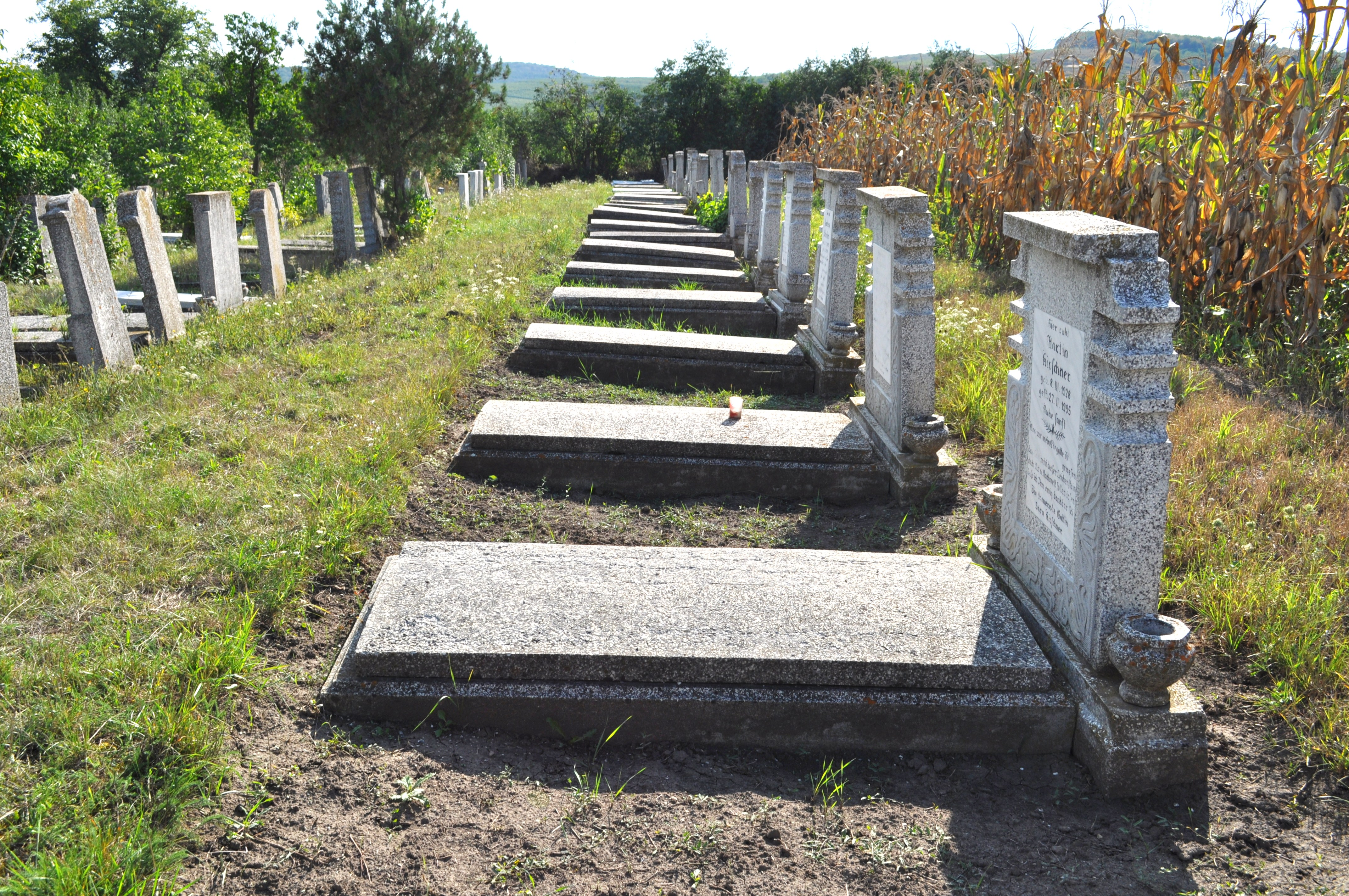

## Imagini din interior

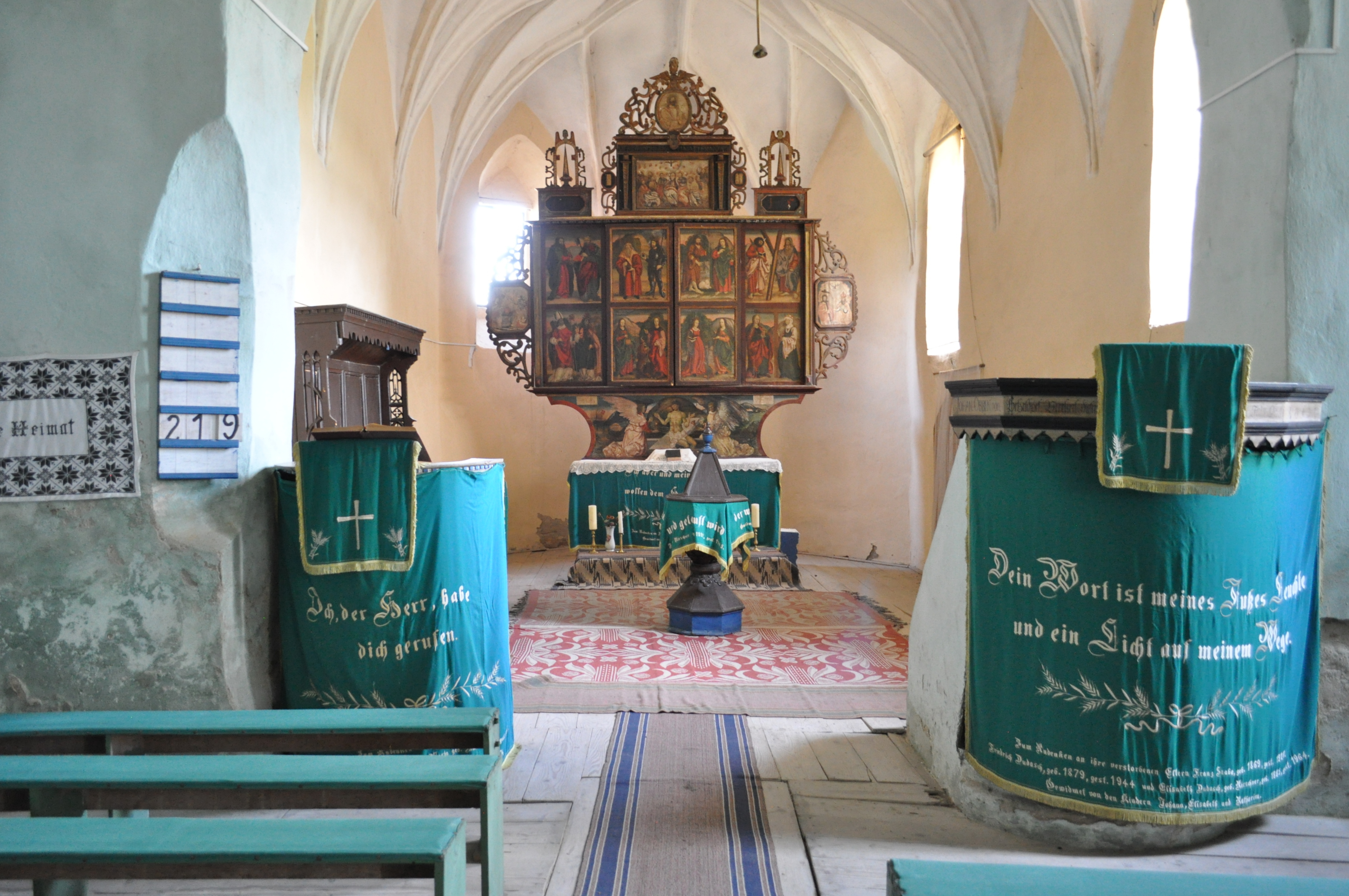
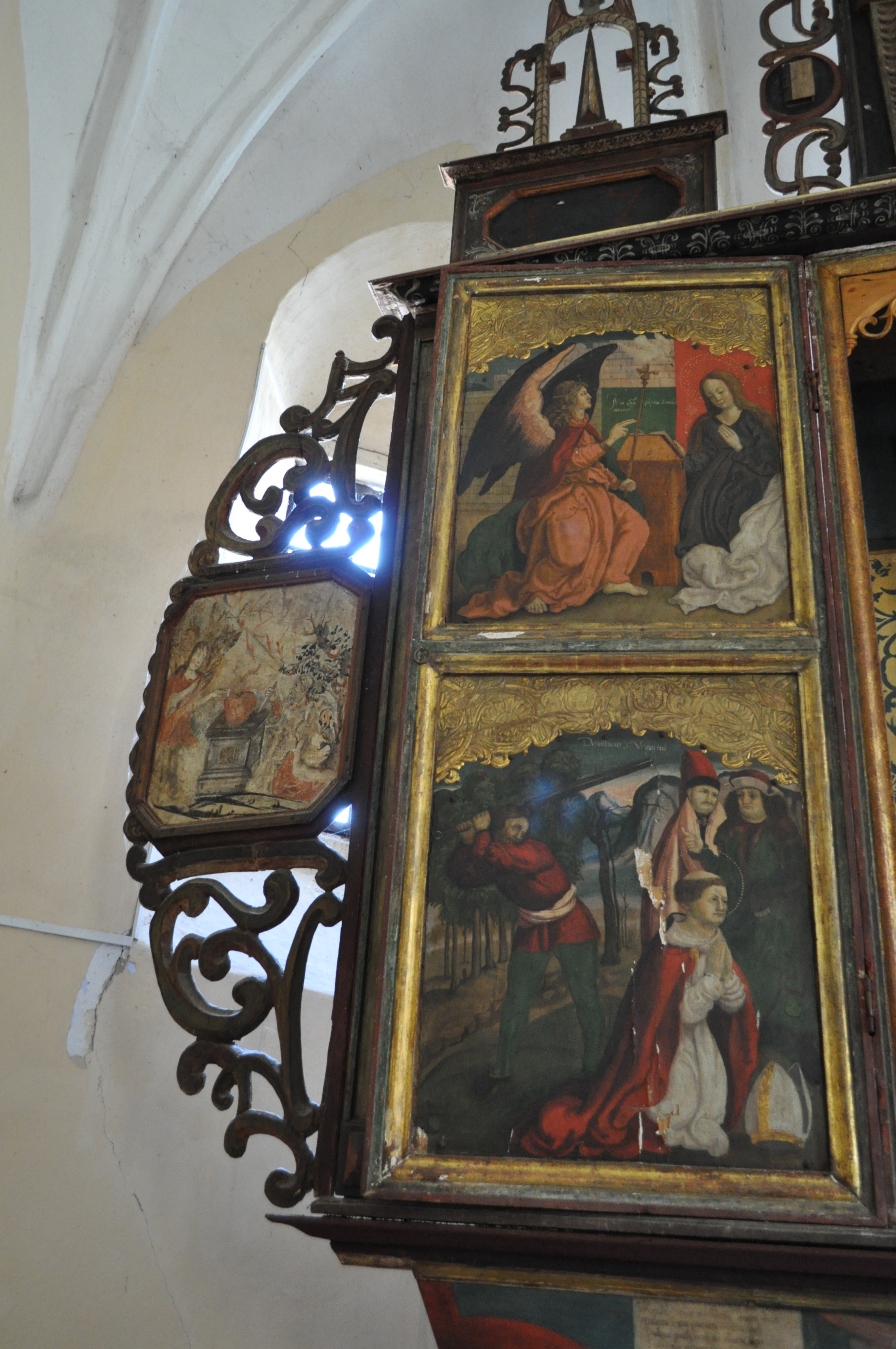
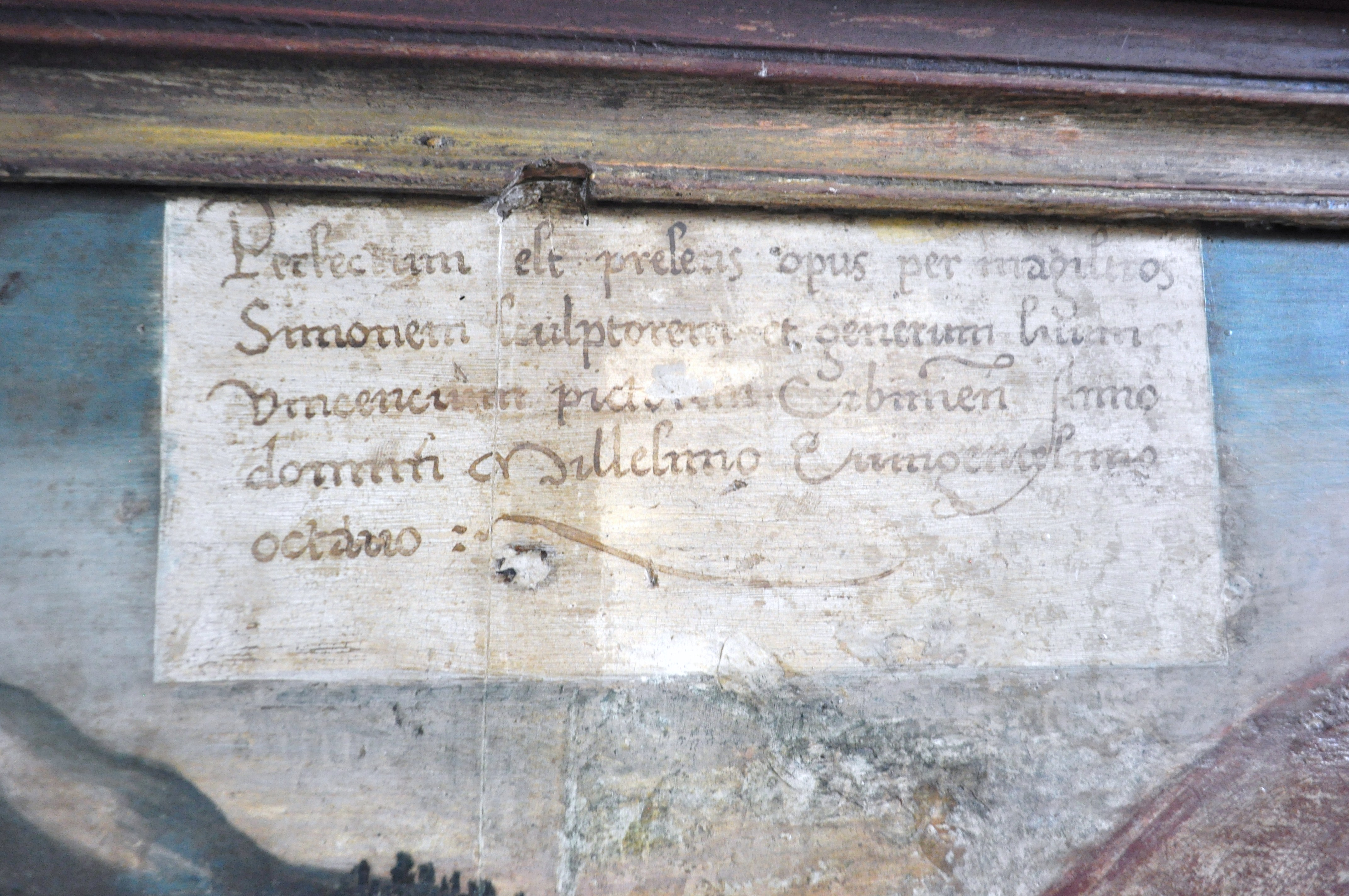
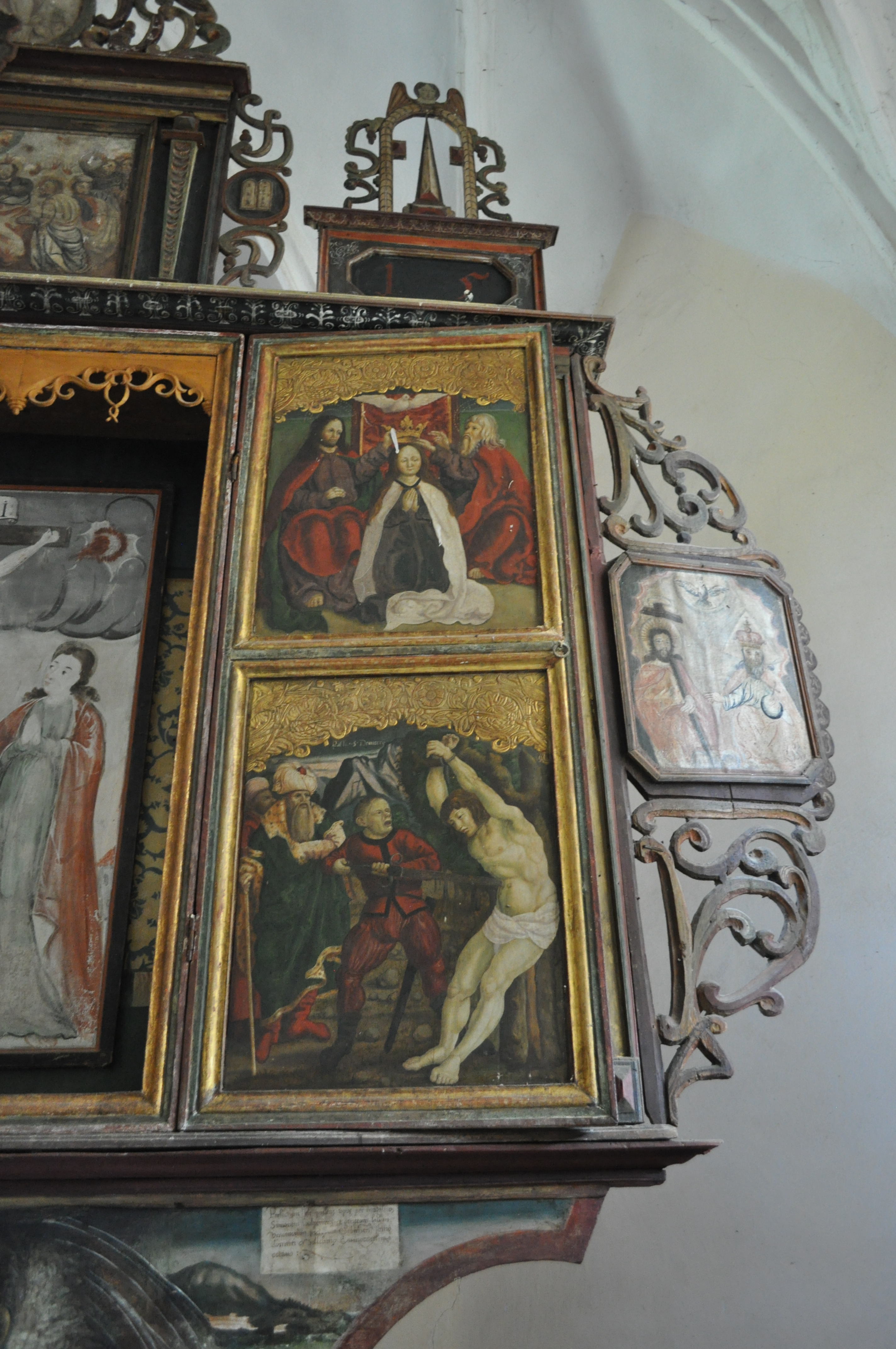
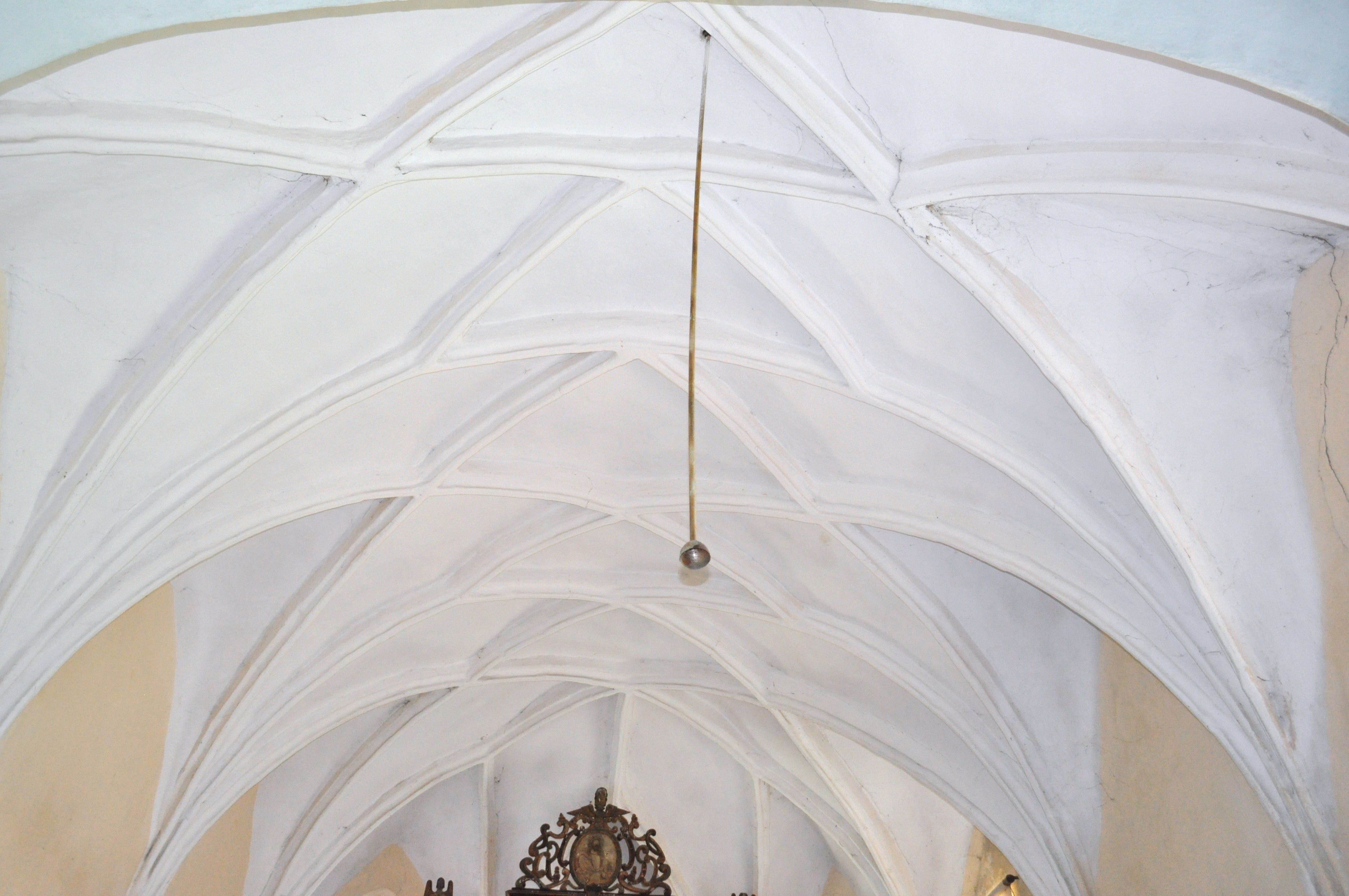
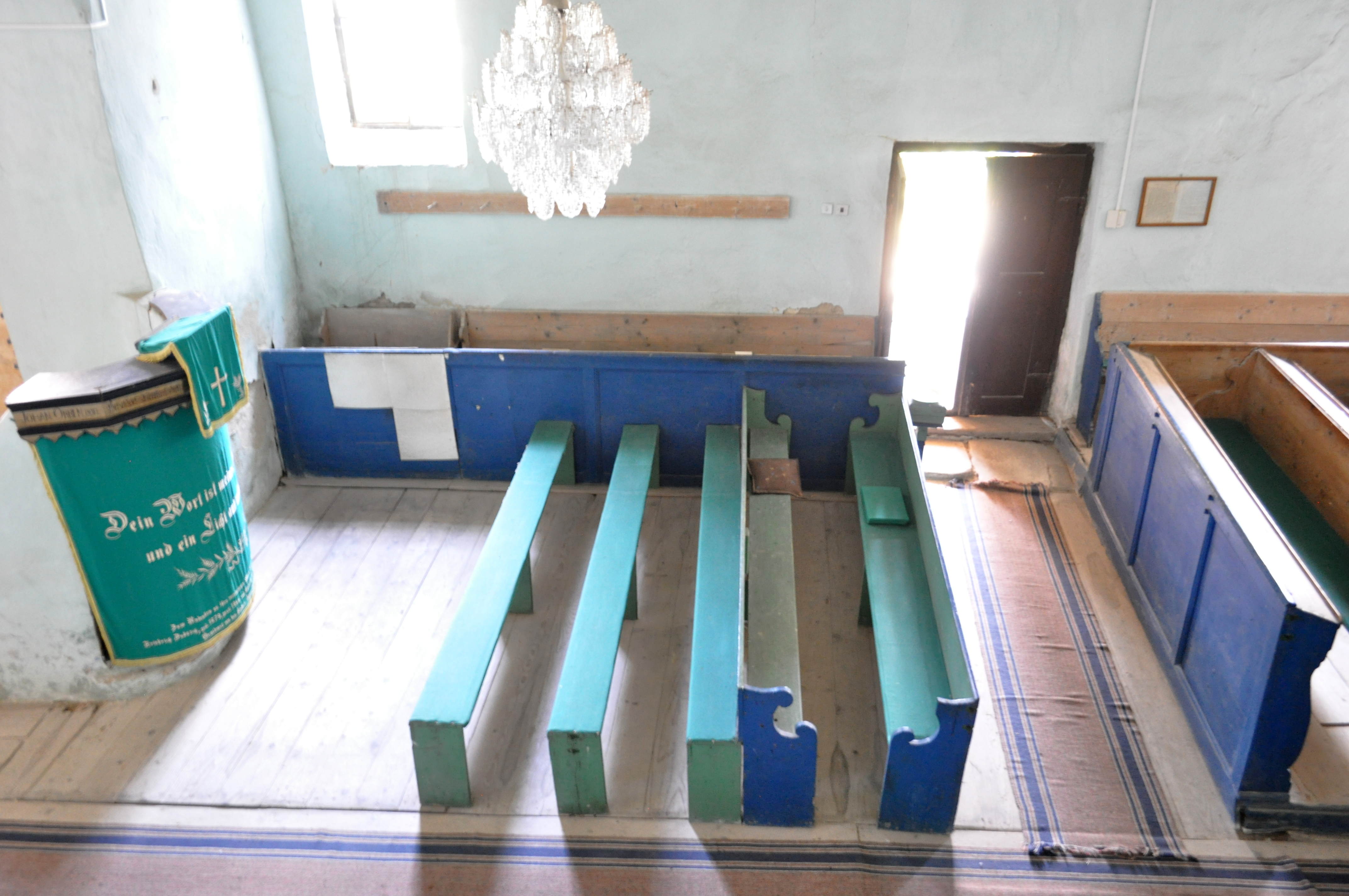
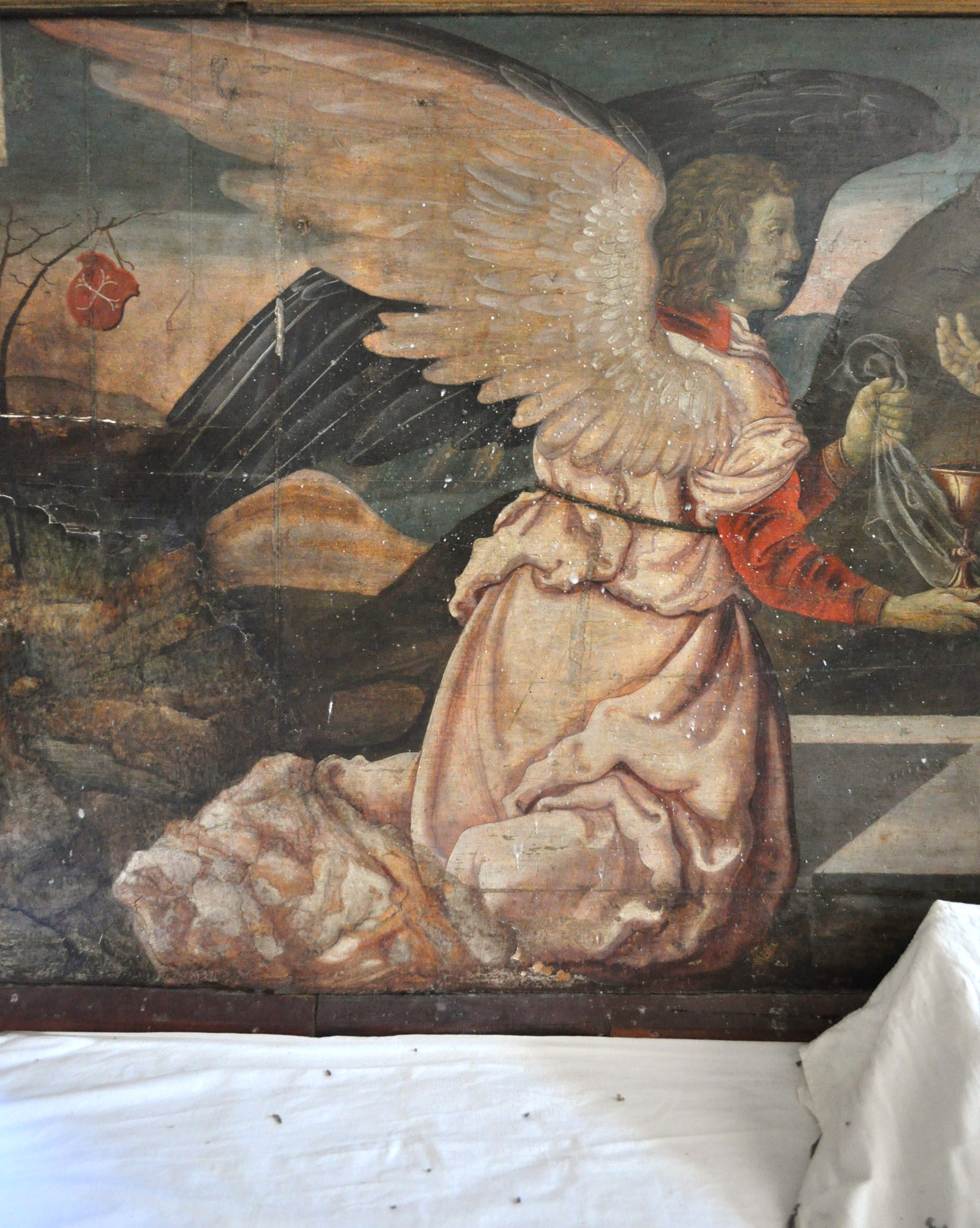
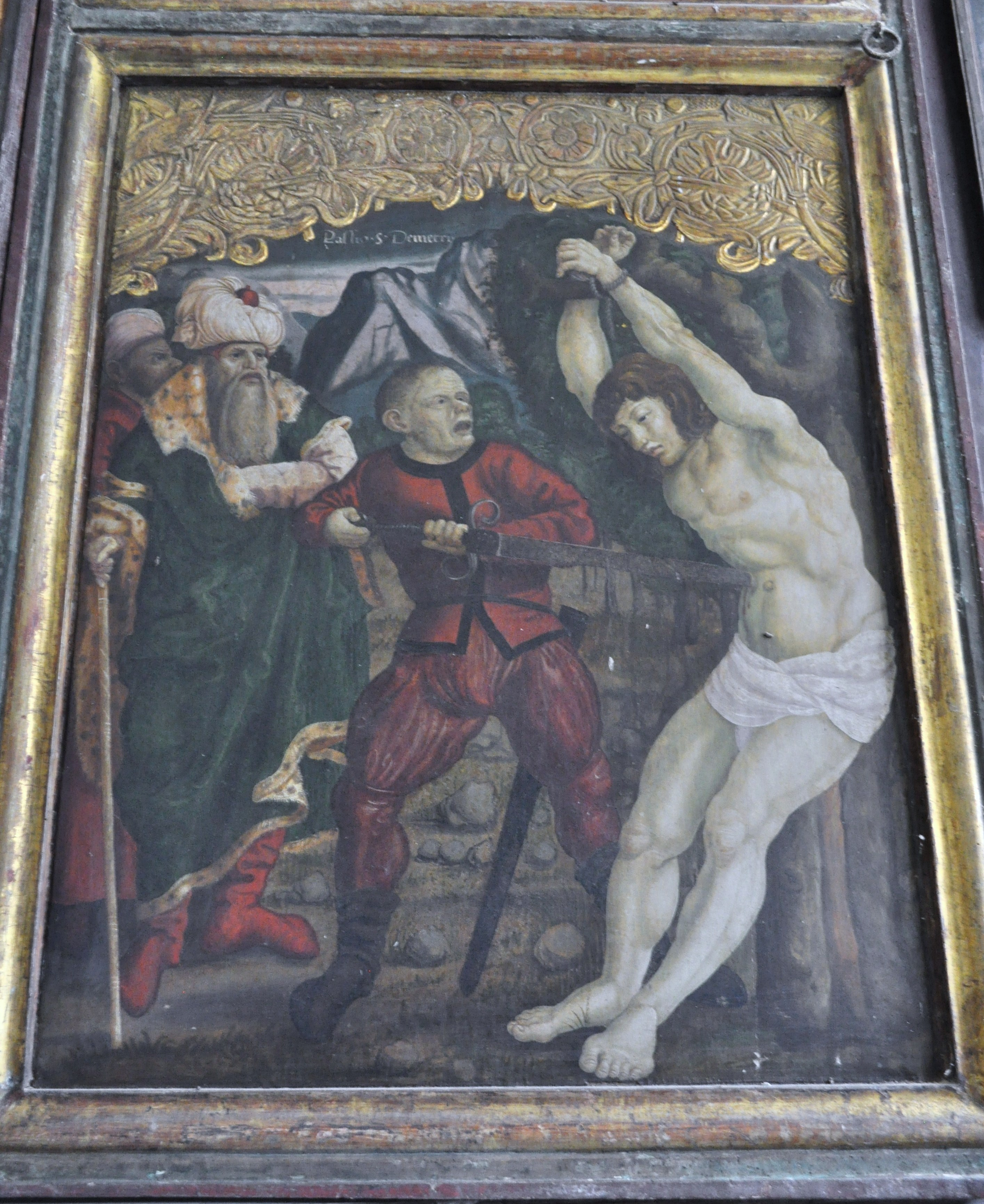
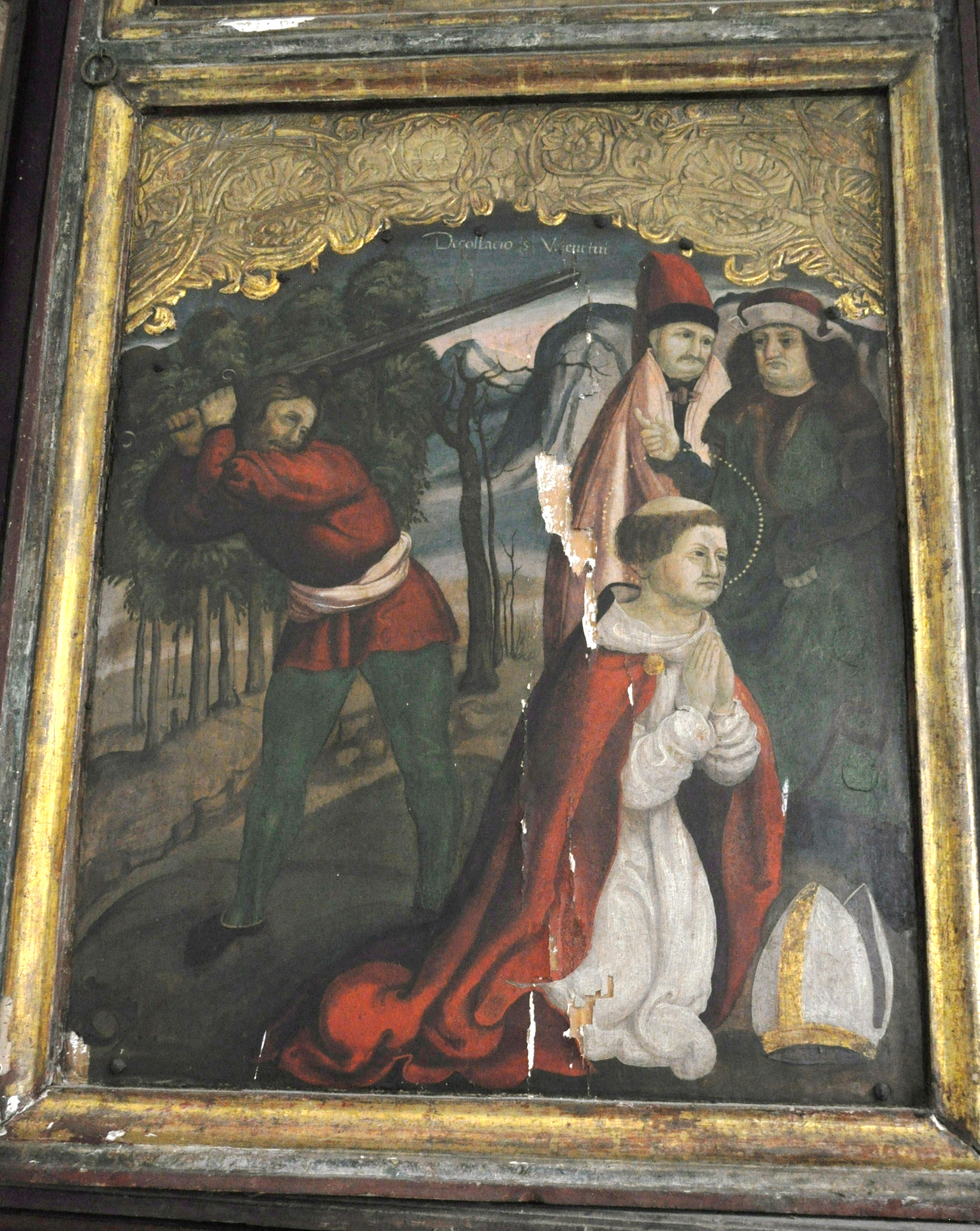
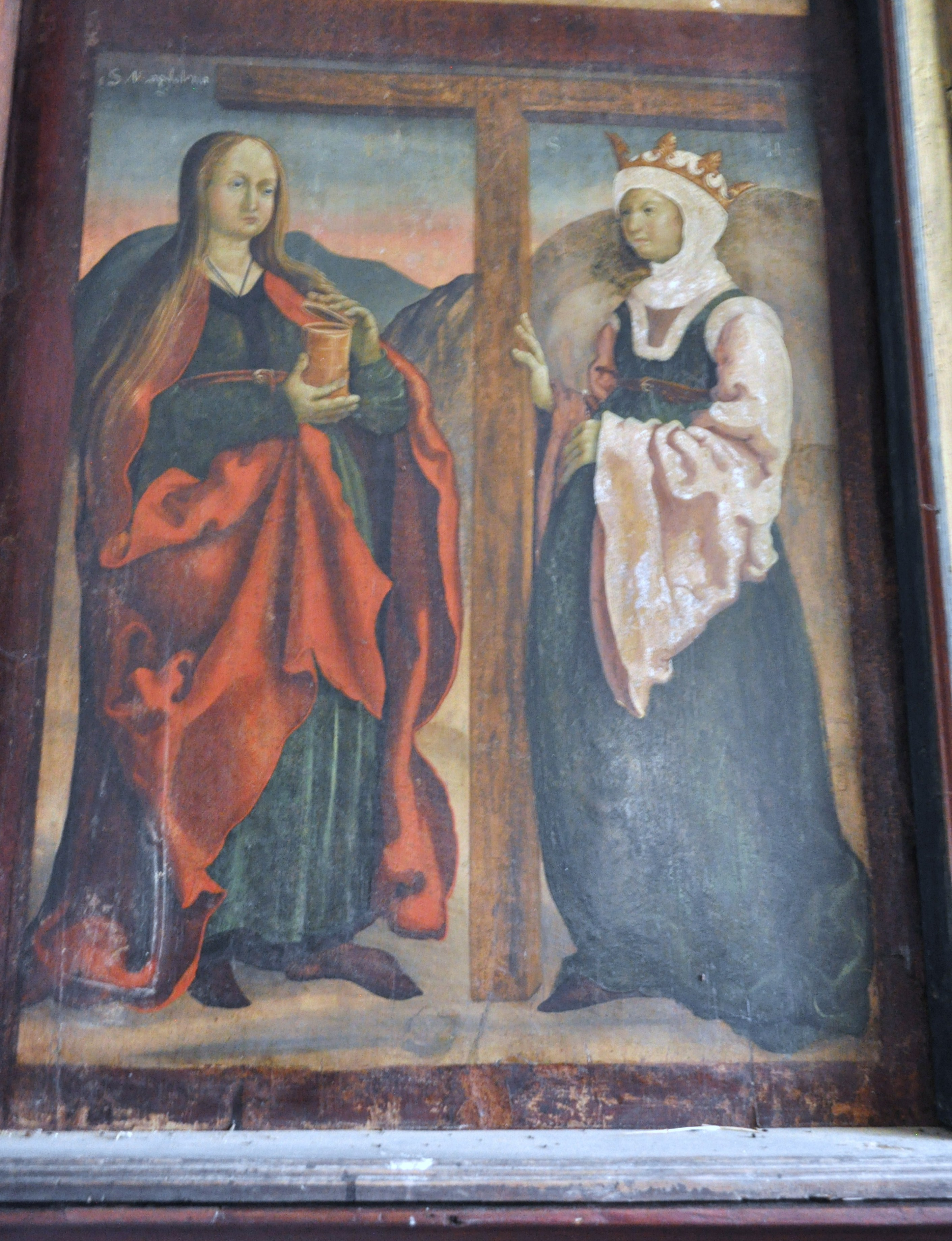
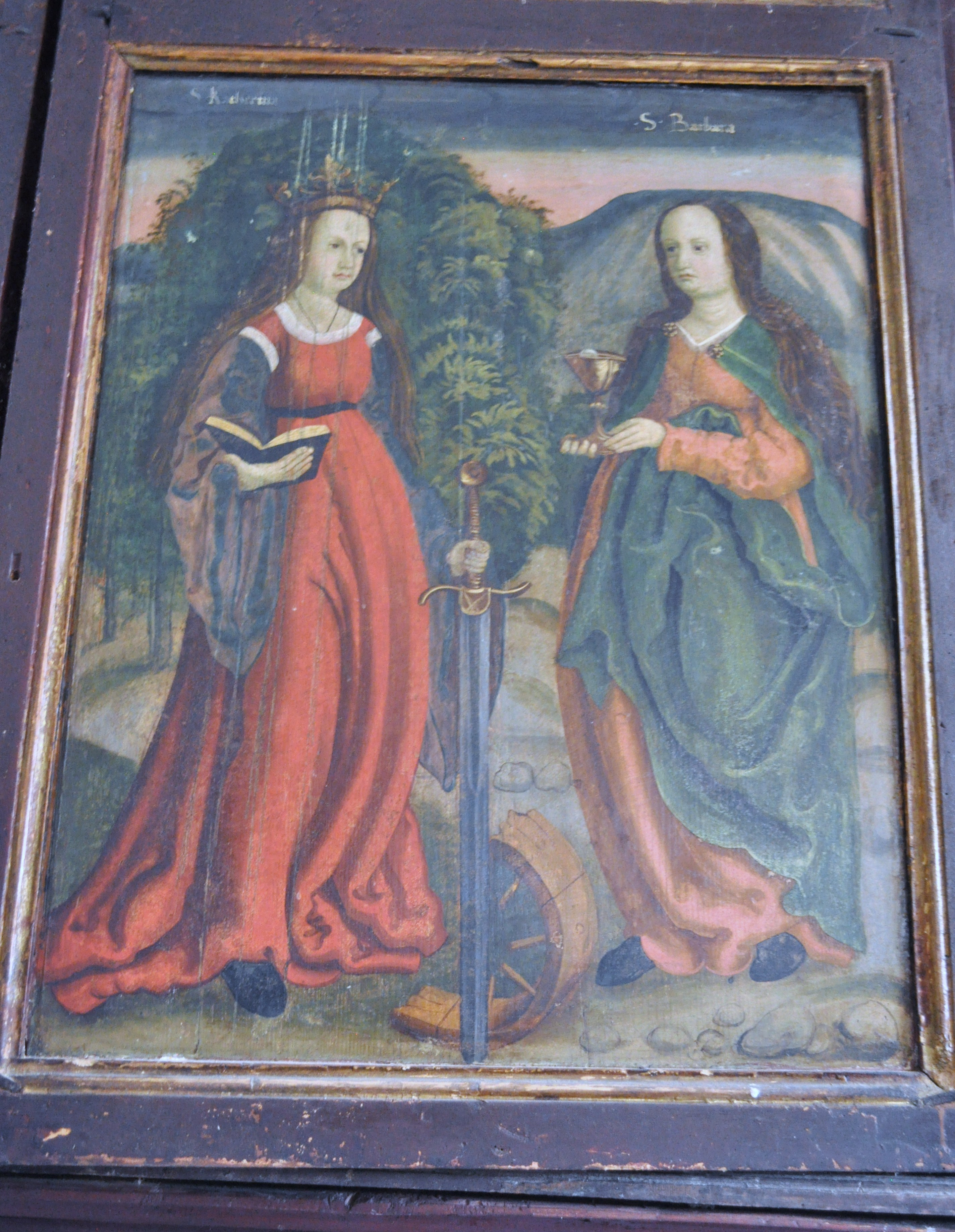
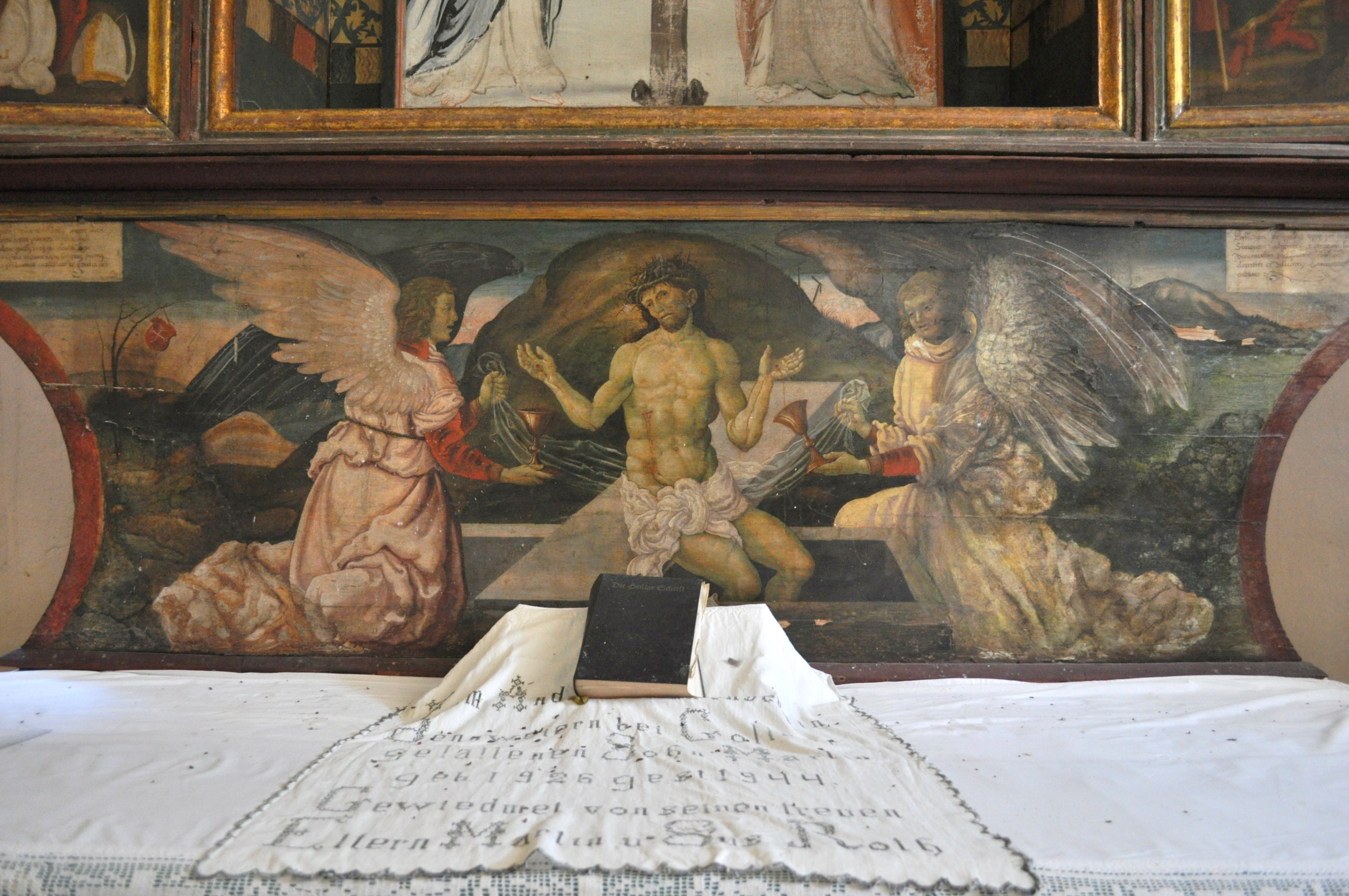
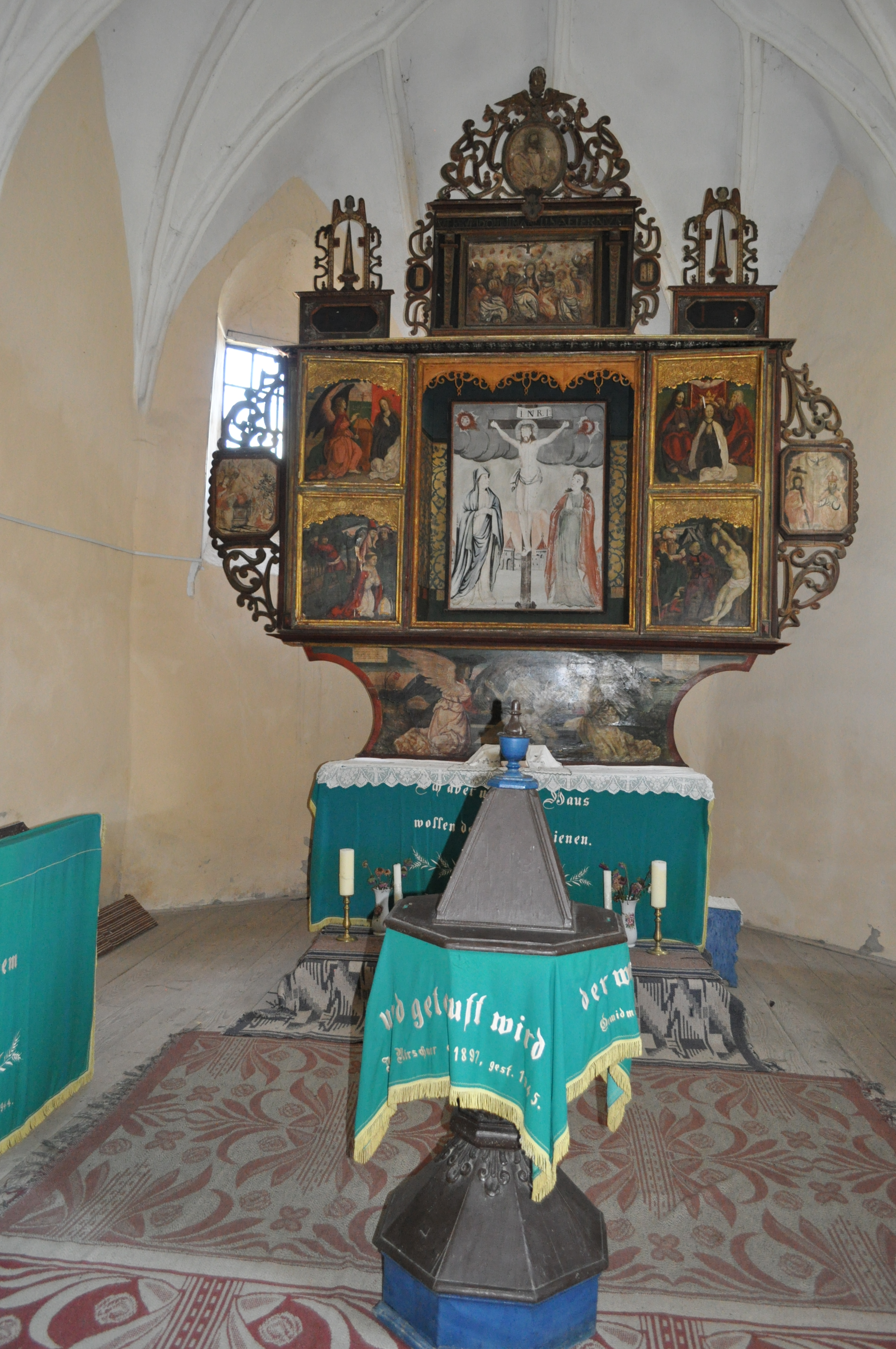
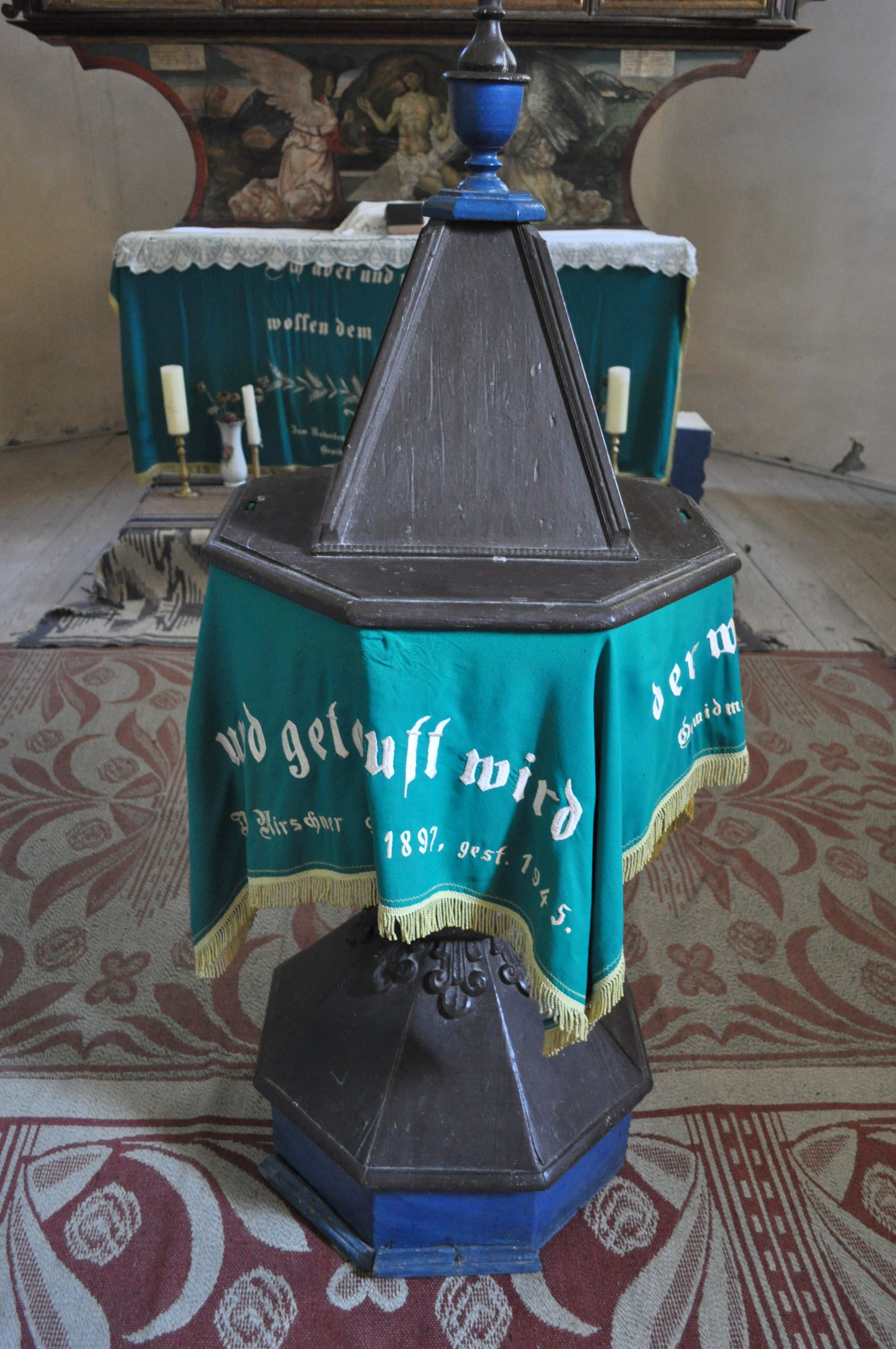
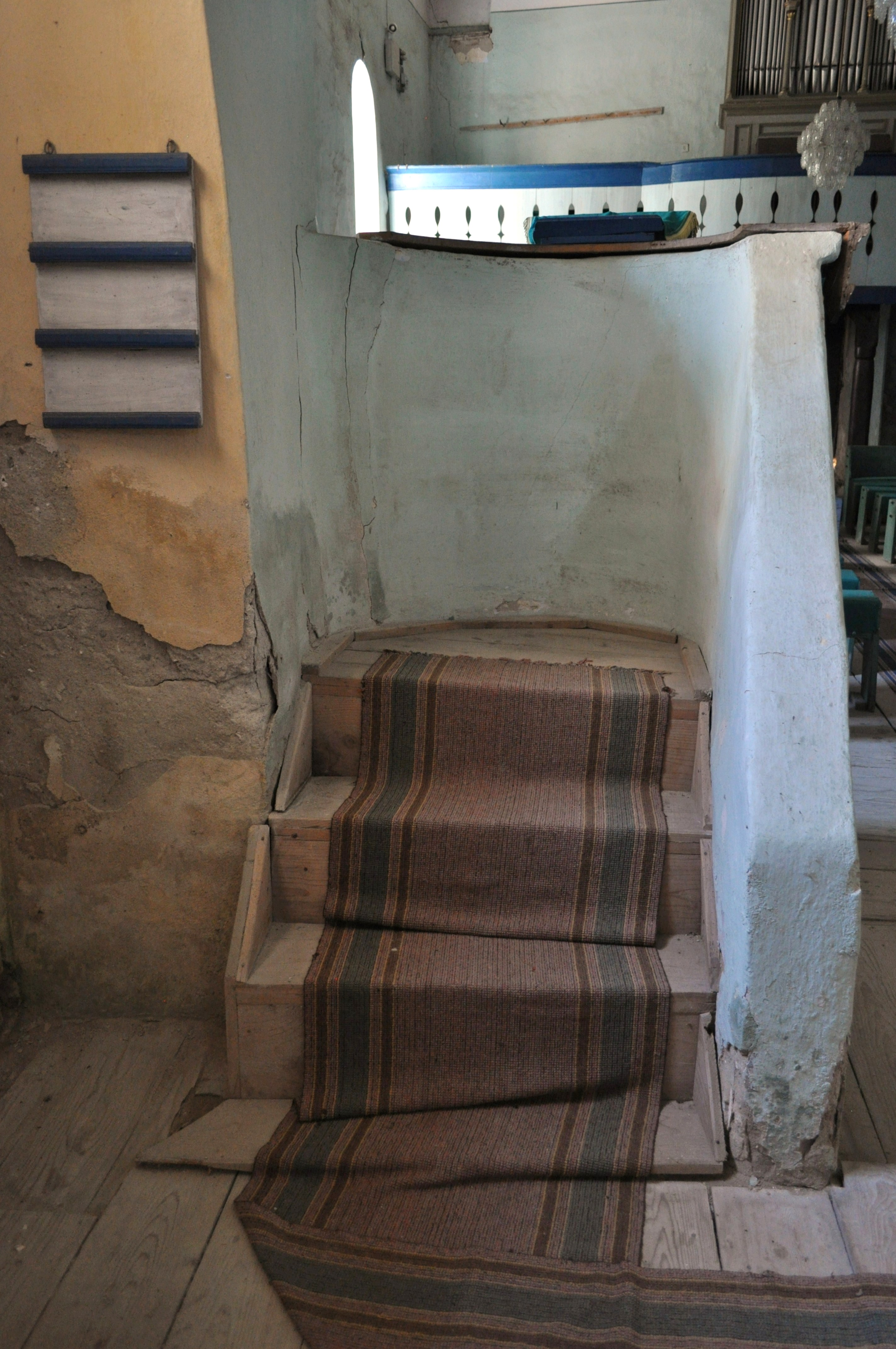
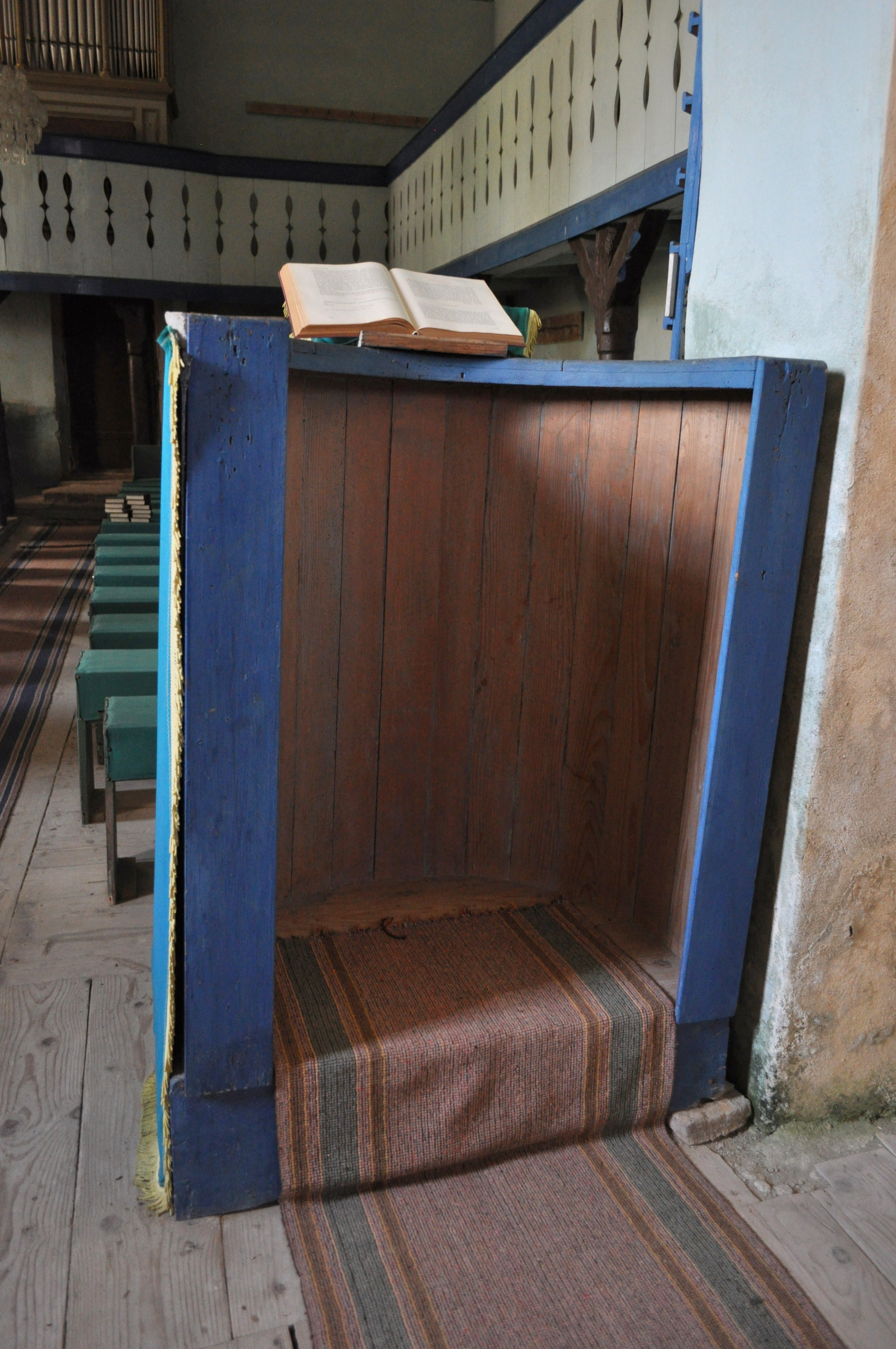
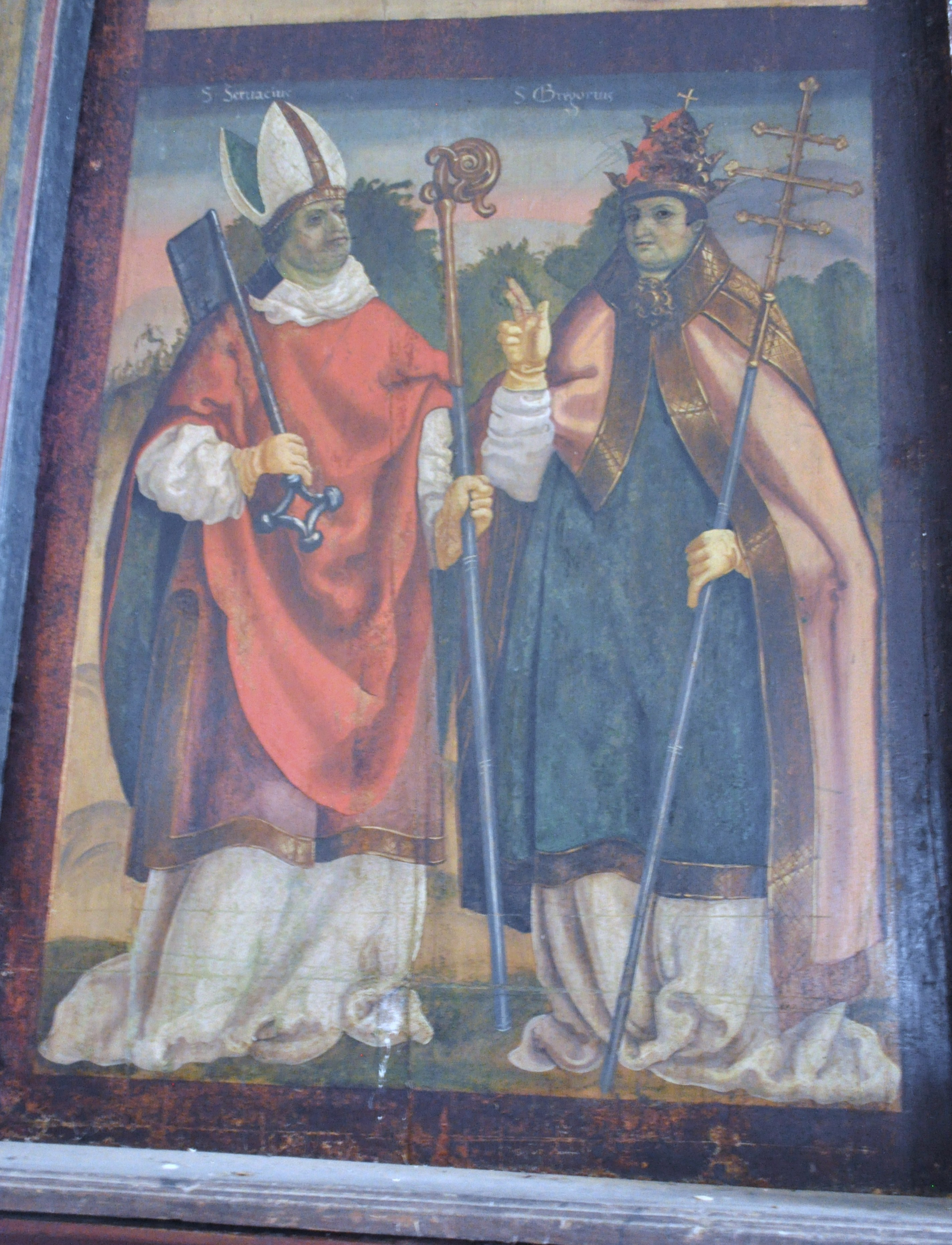
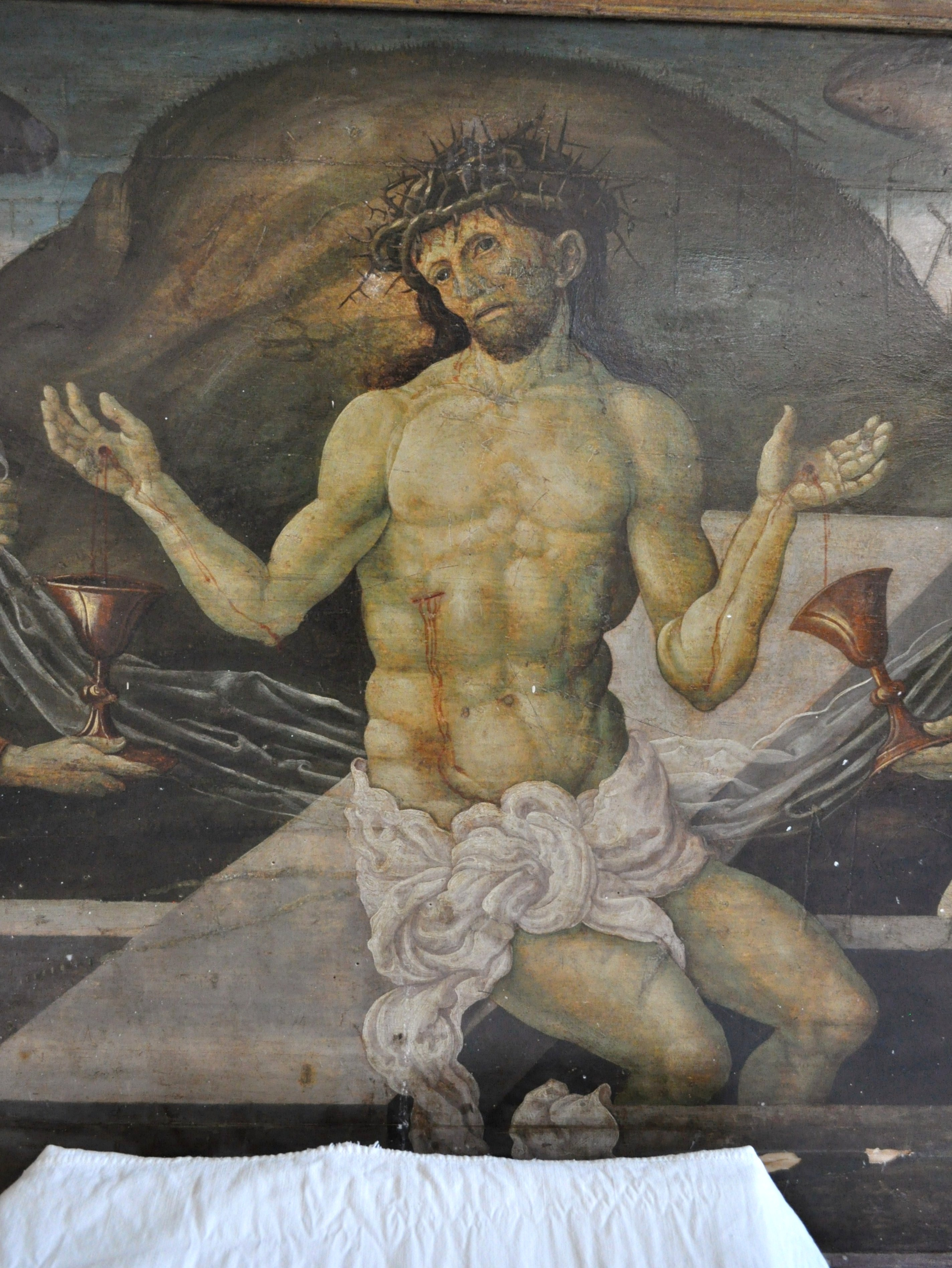
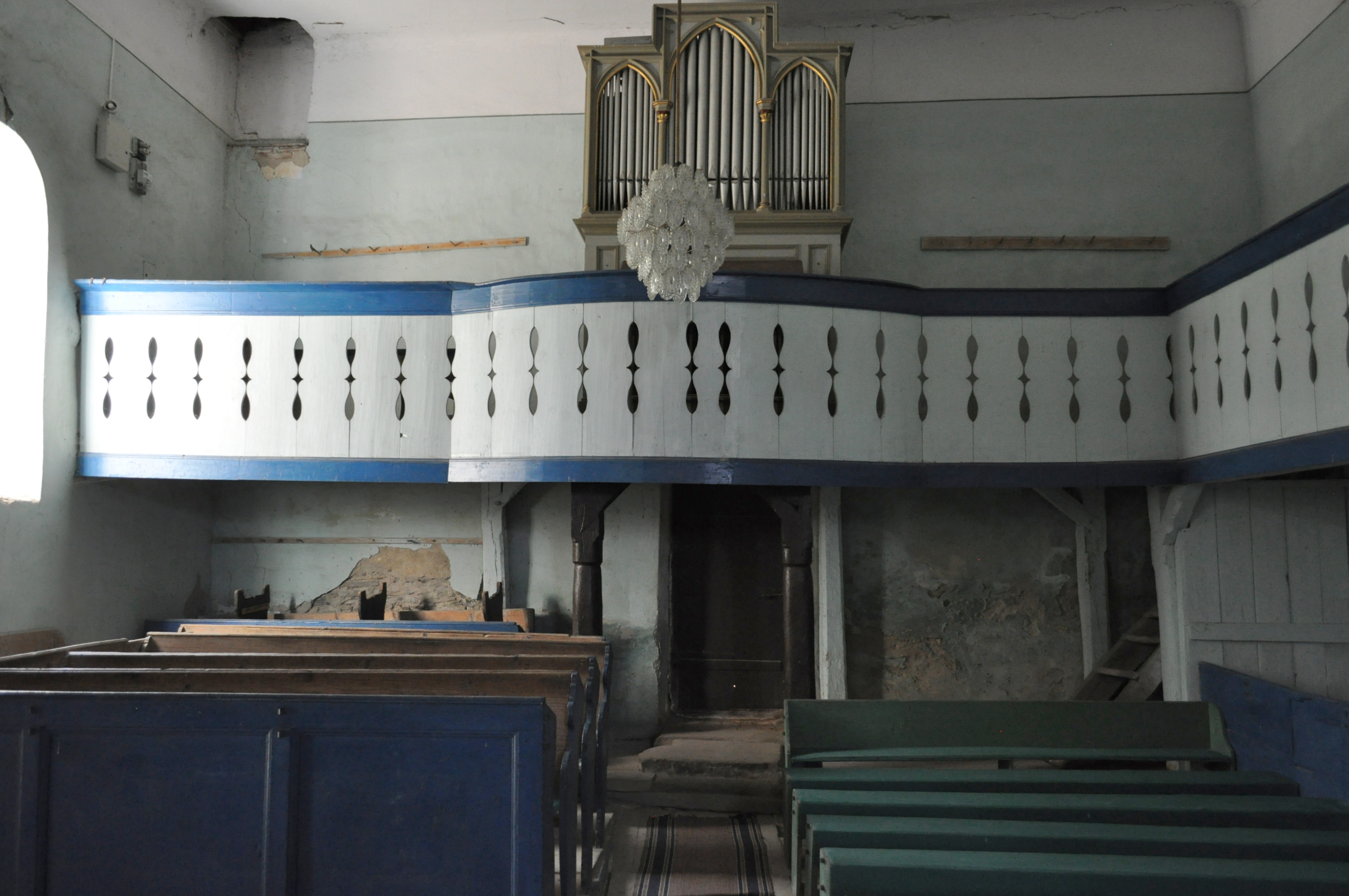
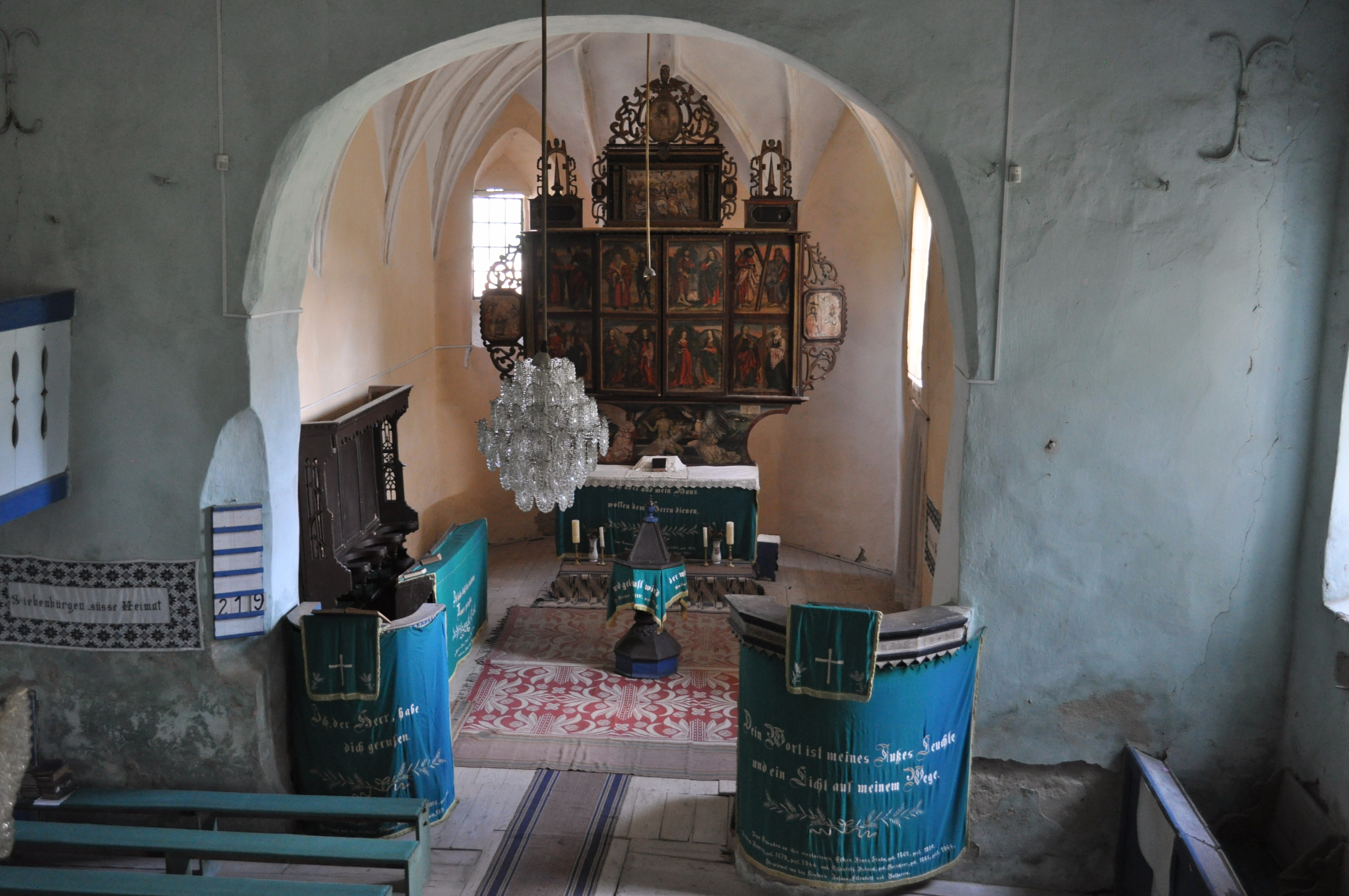